# 訃報 2023年2月
訃報 2023年2月（ふほう 2023ねん2がつ）では、2023年2月に物故した、または物故が報じられた人物についてまとめる。

## 1日 - 15日

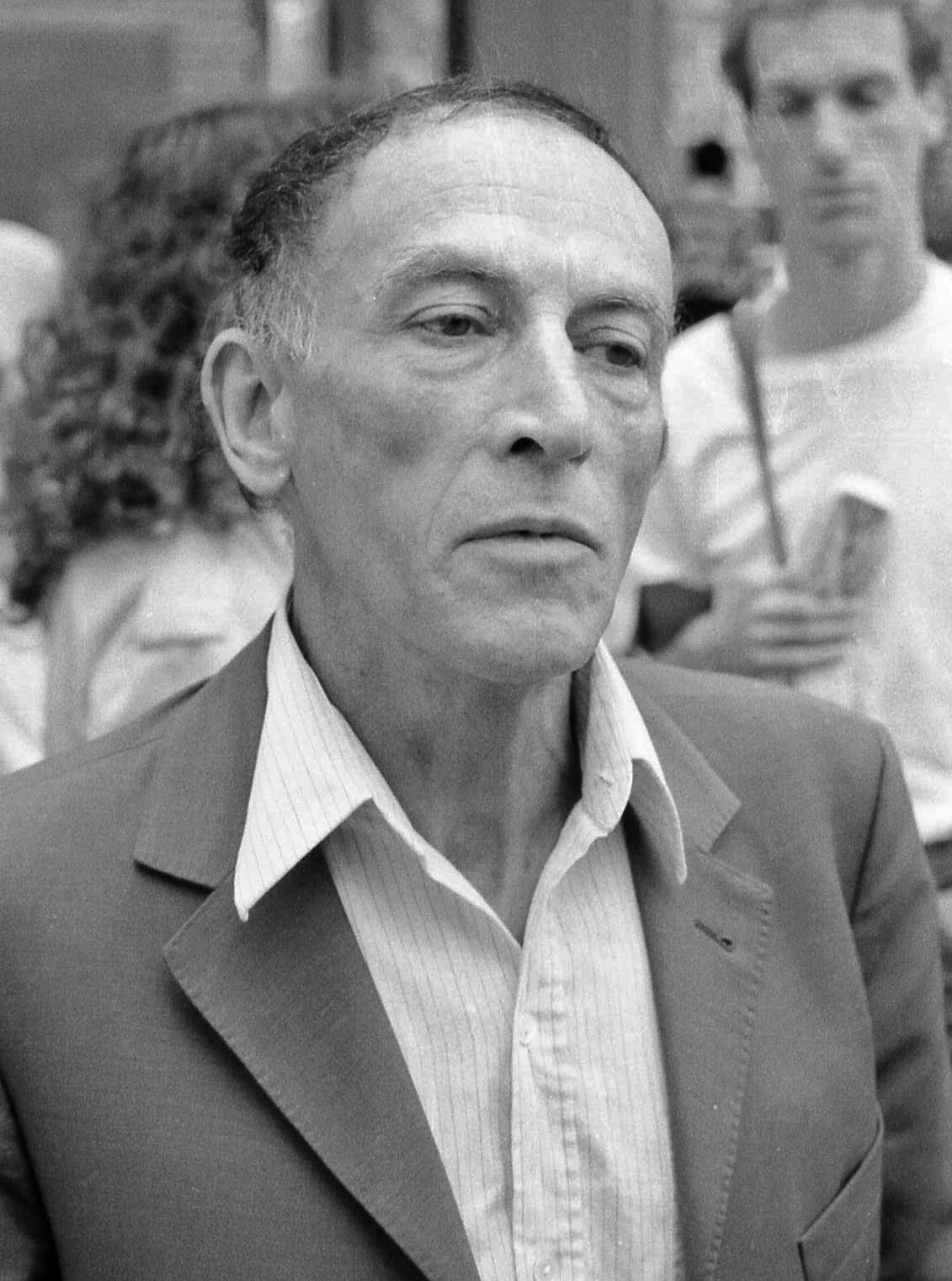
ルネ・シェレール／2月1日没

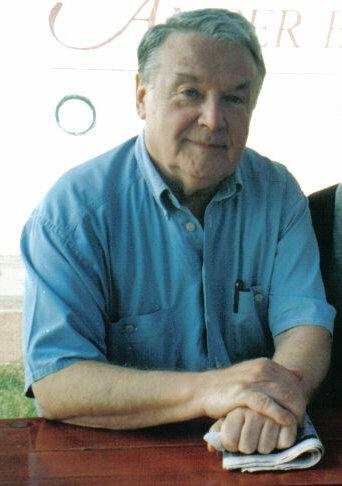
レオナルト・ピェトラシャク／2月1日没

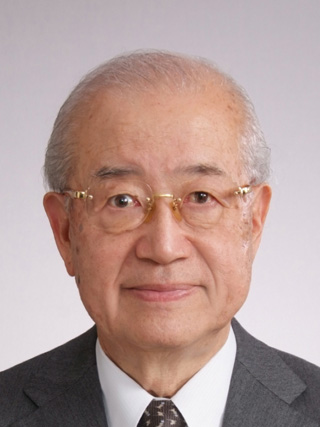
笹月健彦／2月1日没

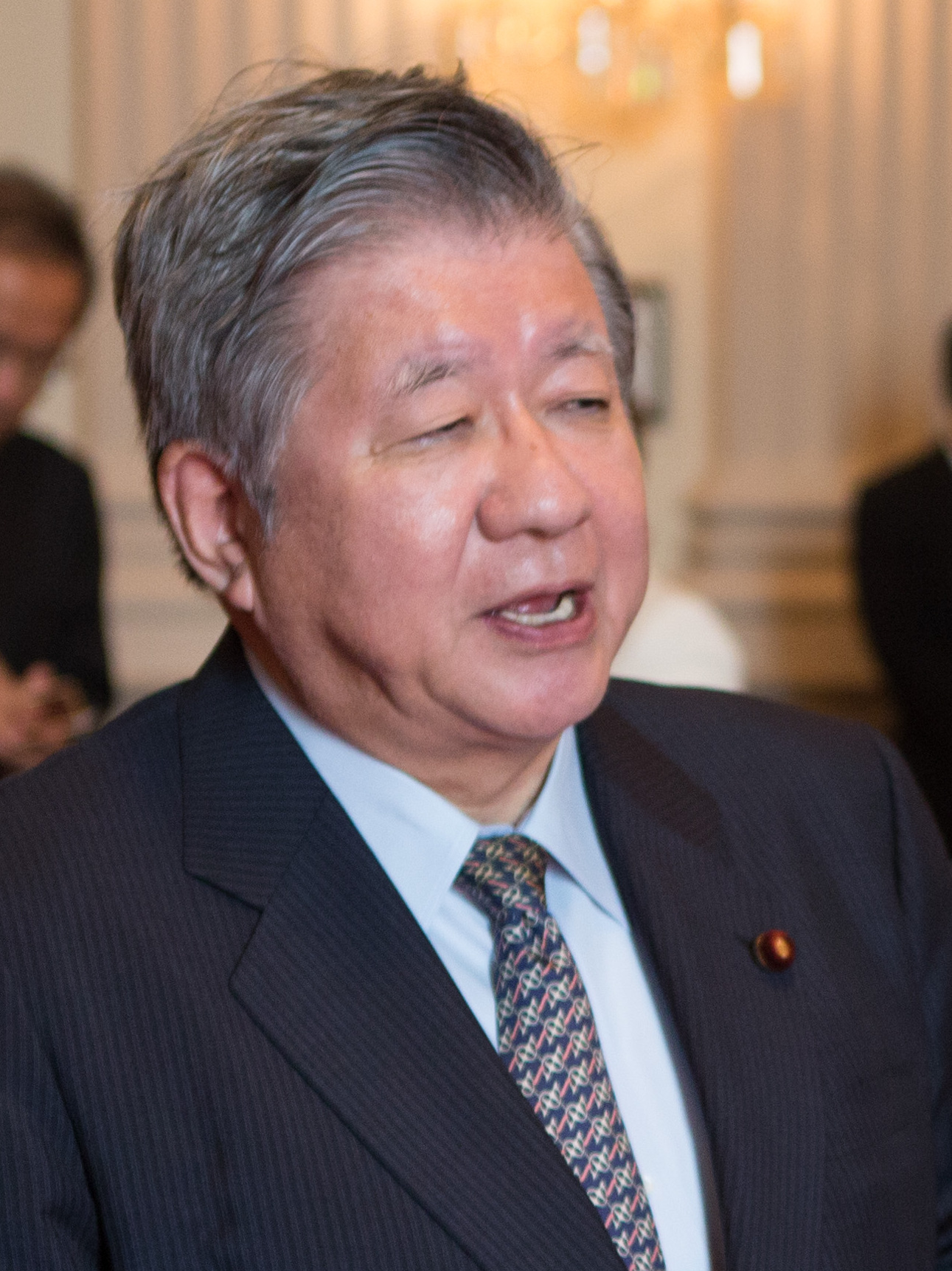
横路孝弘／2月2日没

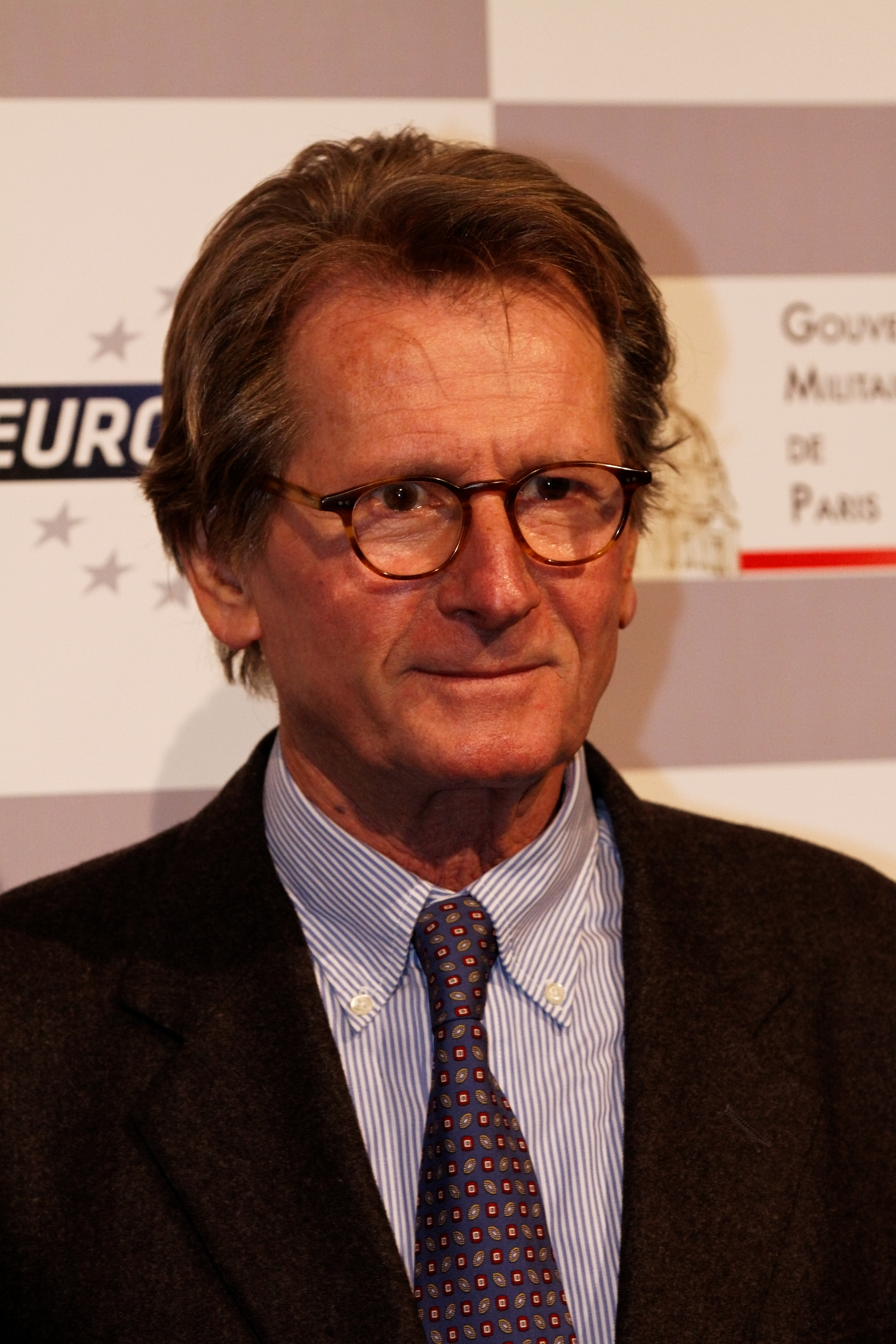
ジャン＝ピエール・ジャブイーユ／2月2日没

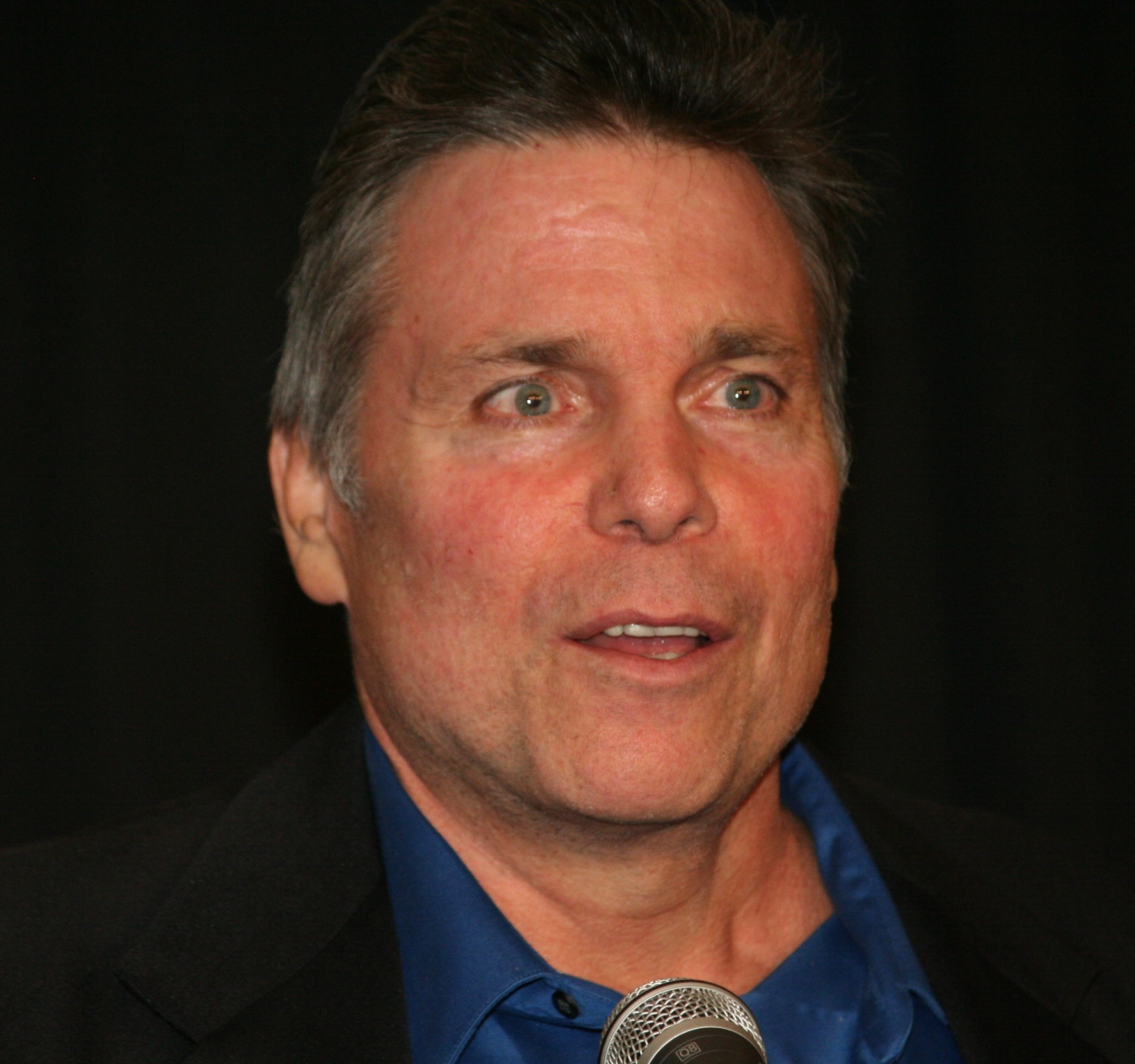
ラニー・ポッフォ／2月2日没

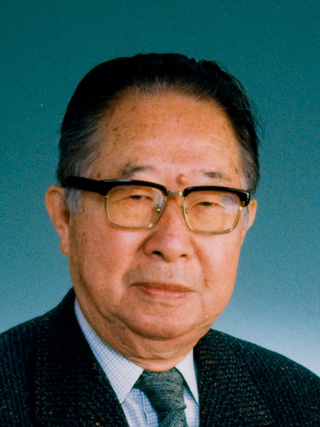
水田洋／2月3日没

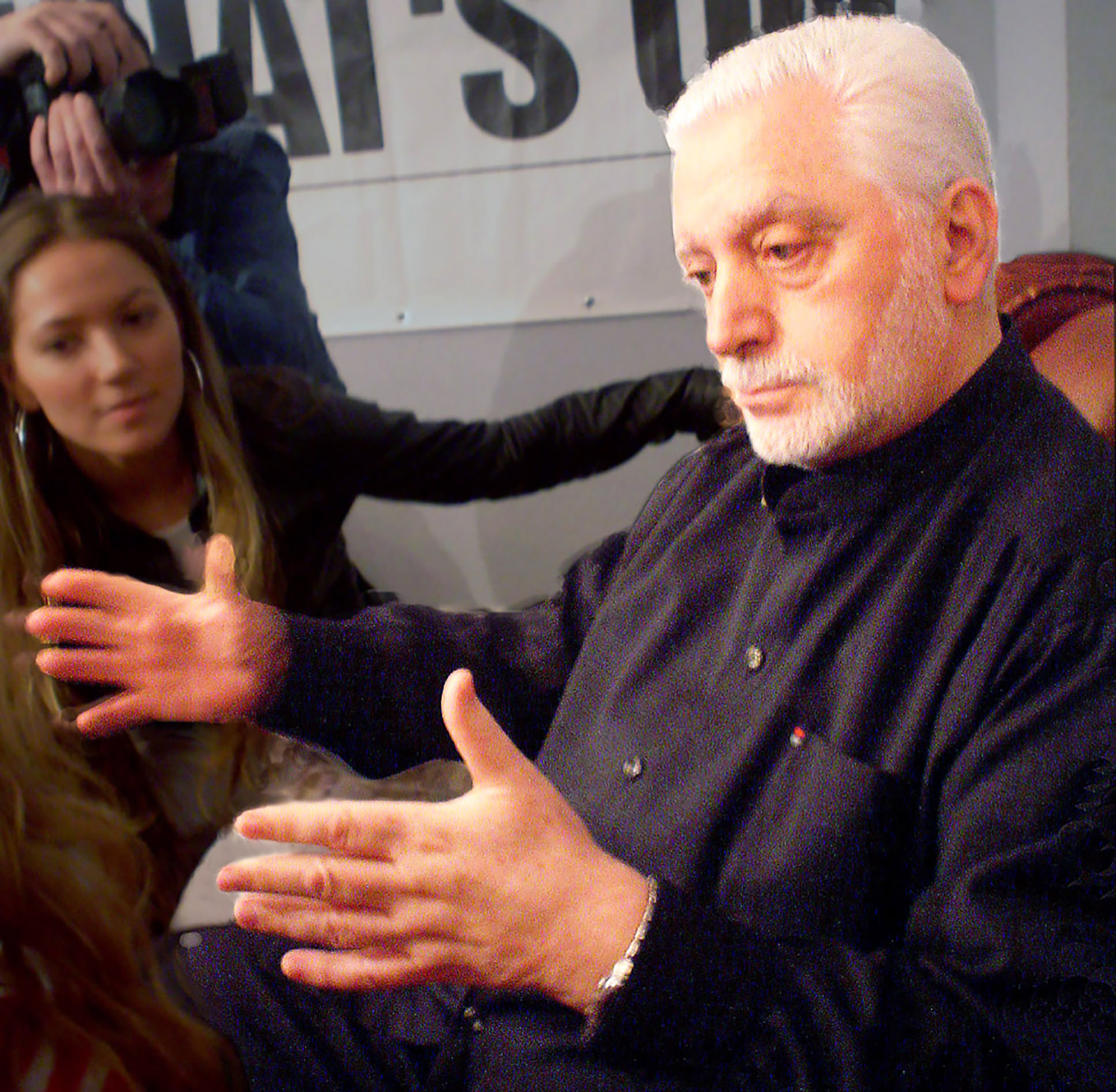
パコ・ラバンヌ／2月3日没

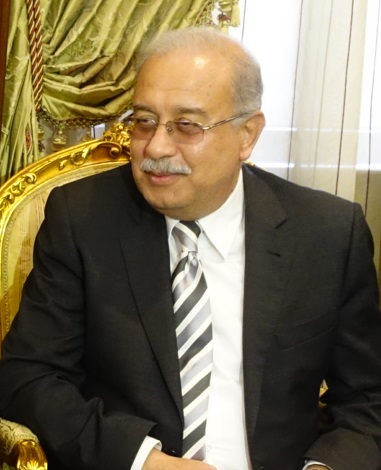
シェリーフ・イスマイール／2月4日没

釈星雲／2月5日没

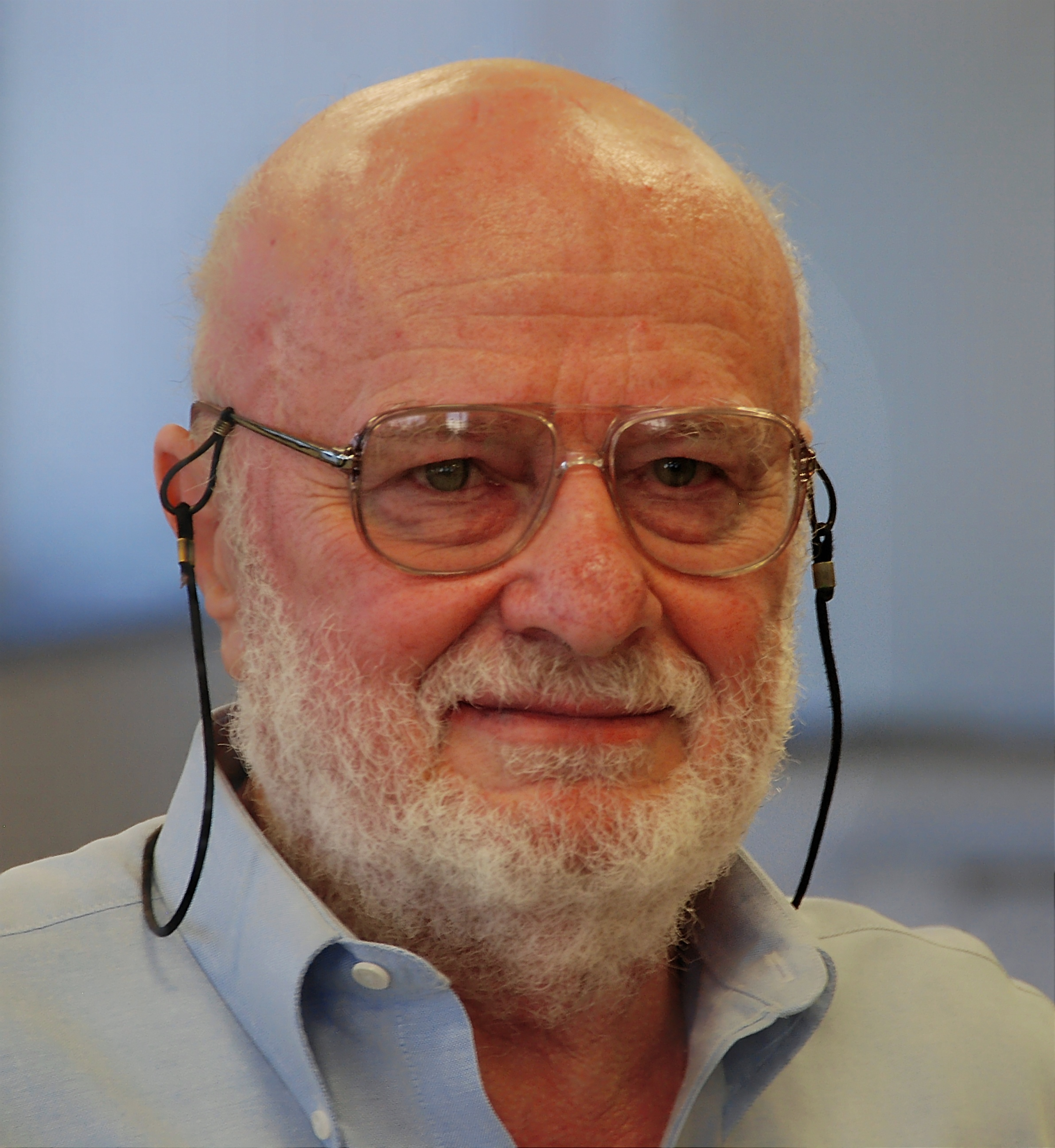
エイブラハム・レンペル／2月5日没

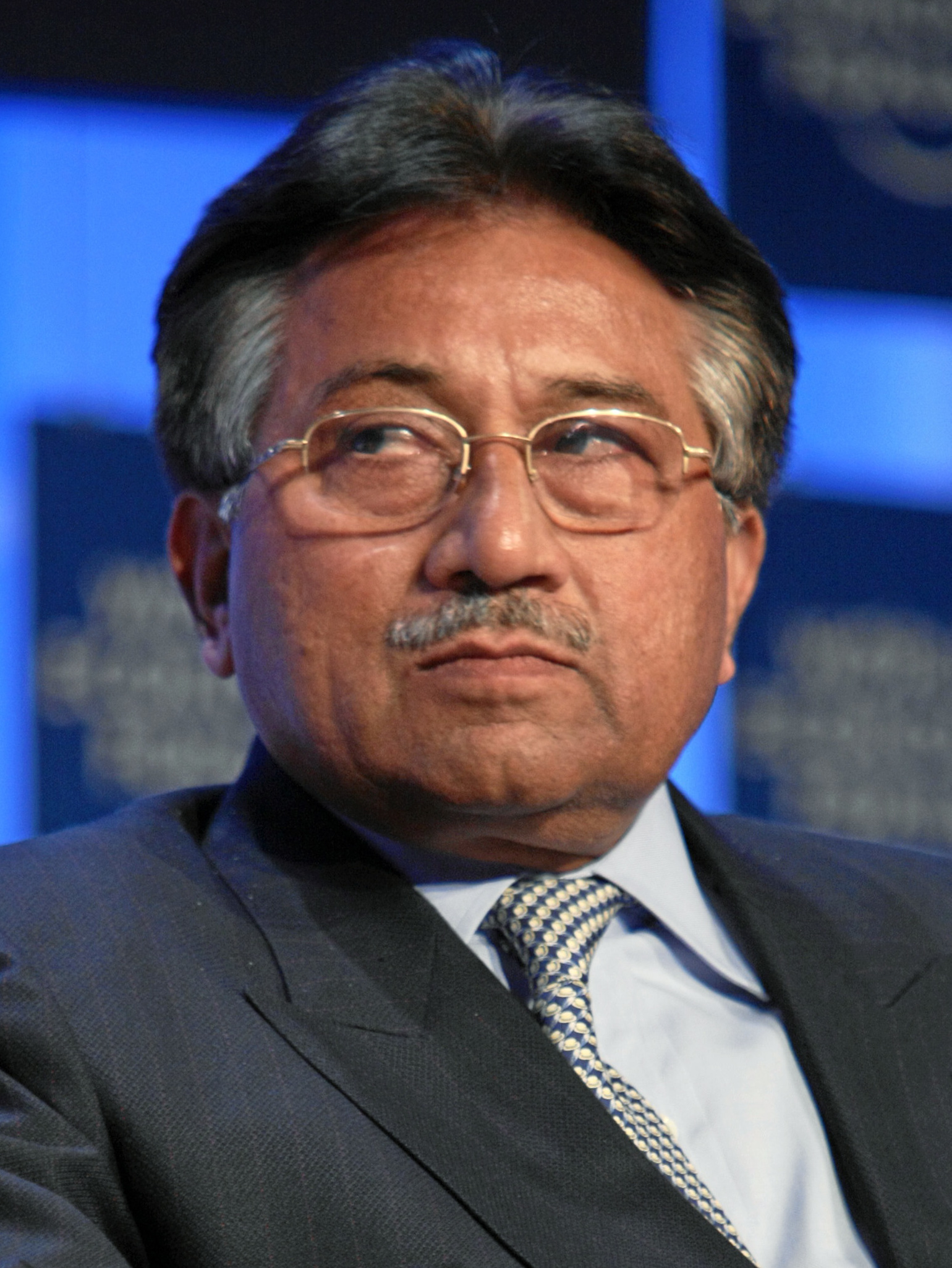
パルヴェーズ・ムシャラフ／2月5日没

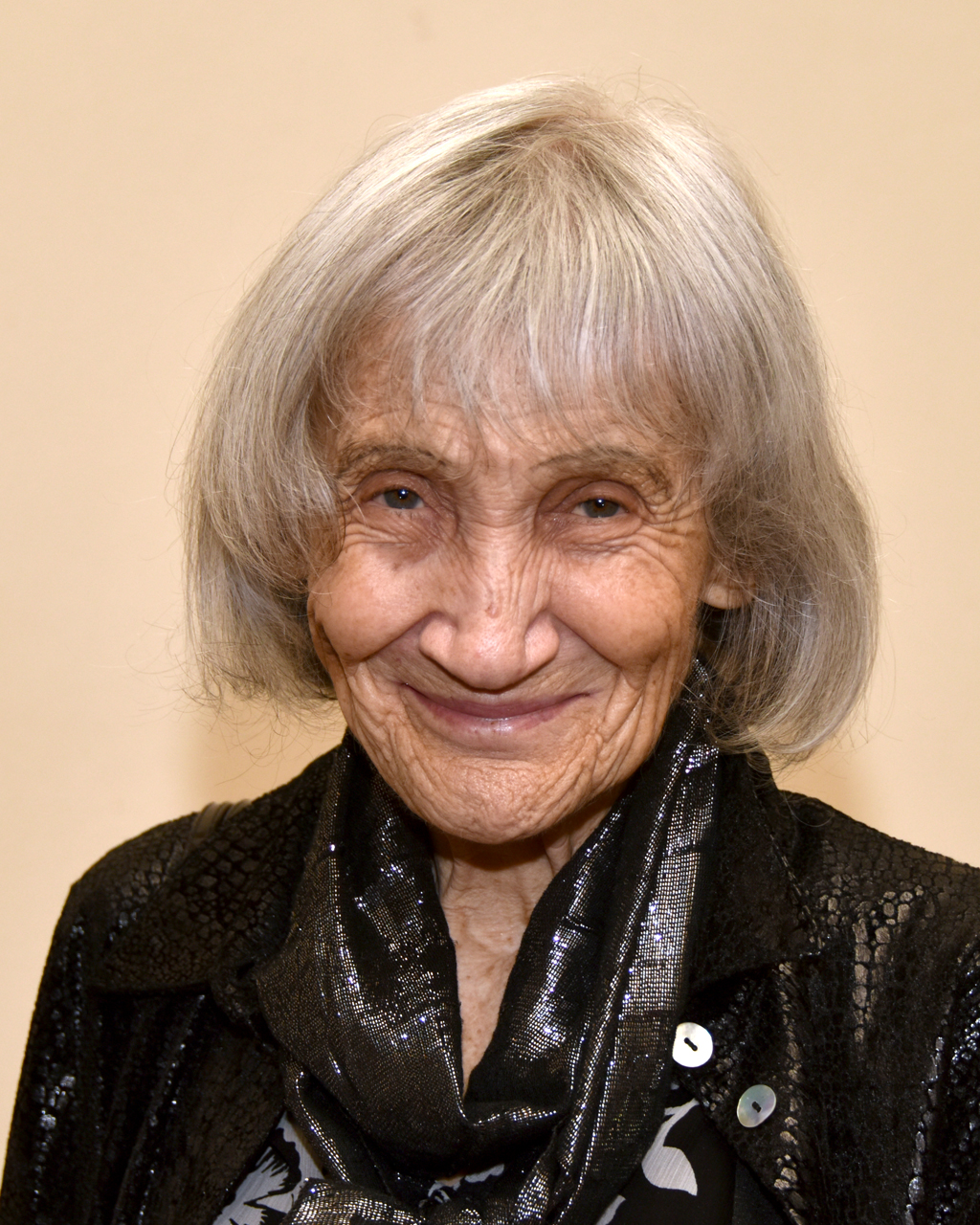
クヴィエタ・パツォウスカー／2月6日没

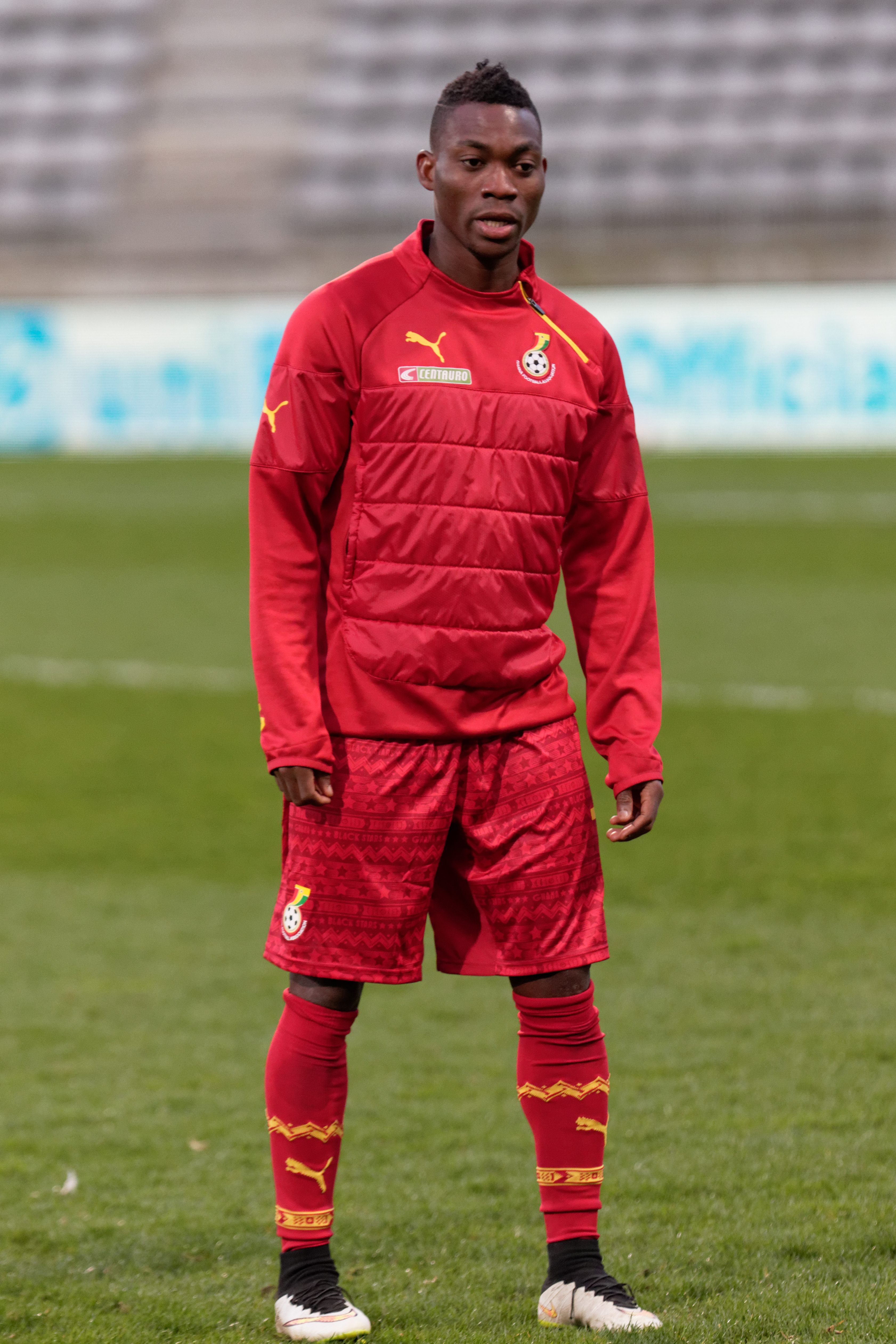
クリスティアン・アツ／2月6日没

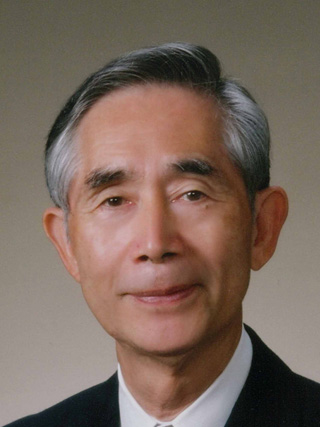
伊藤誠／2月7日没

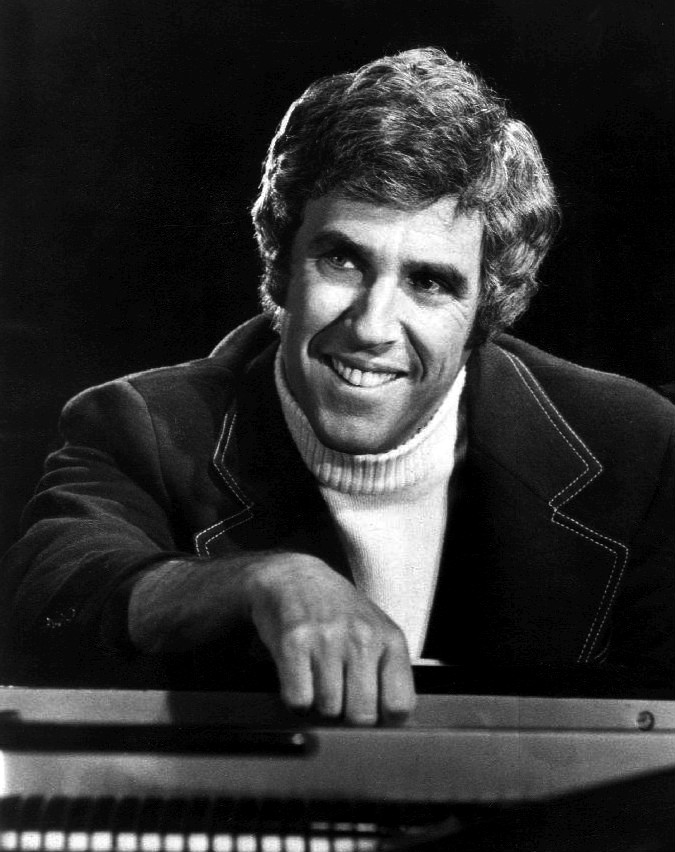
バート・バカラック／2月8日没

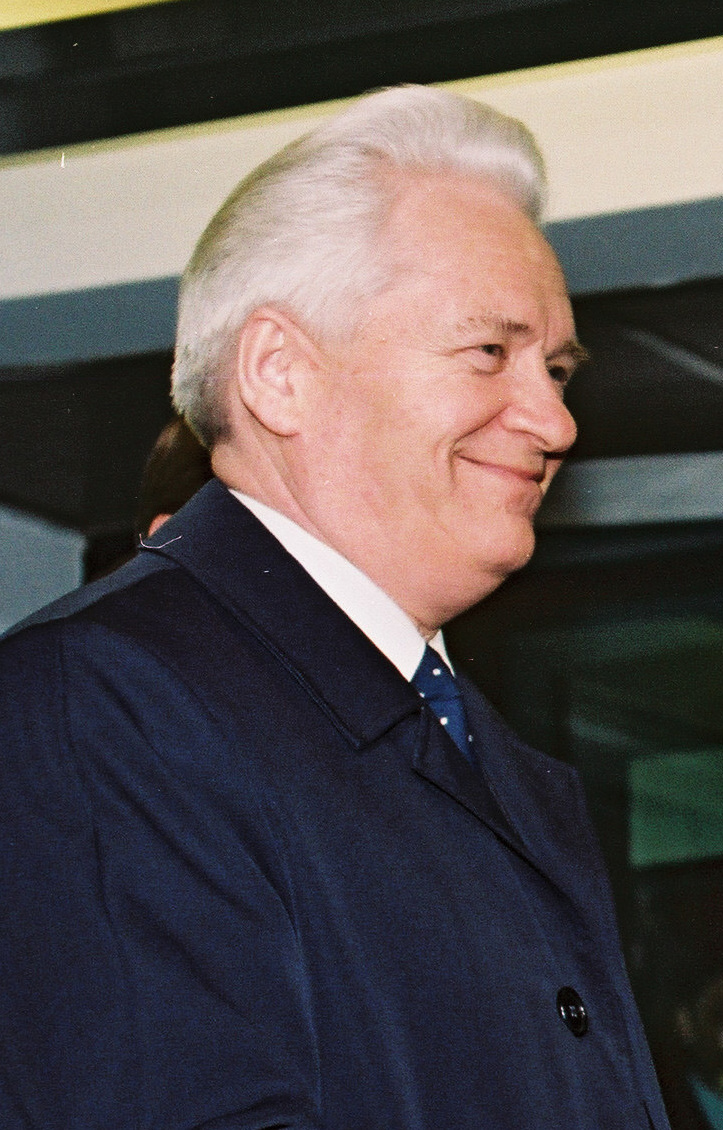
イワン・シラーエフ／2月8日没

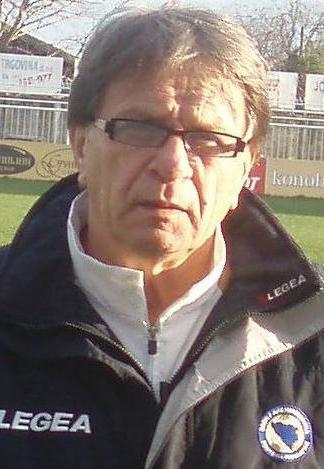
ミロスラヴ・ブラジェヴィッチ／2月8日没

高野之夫／2月9日没

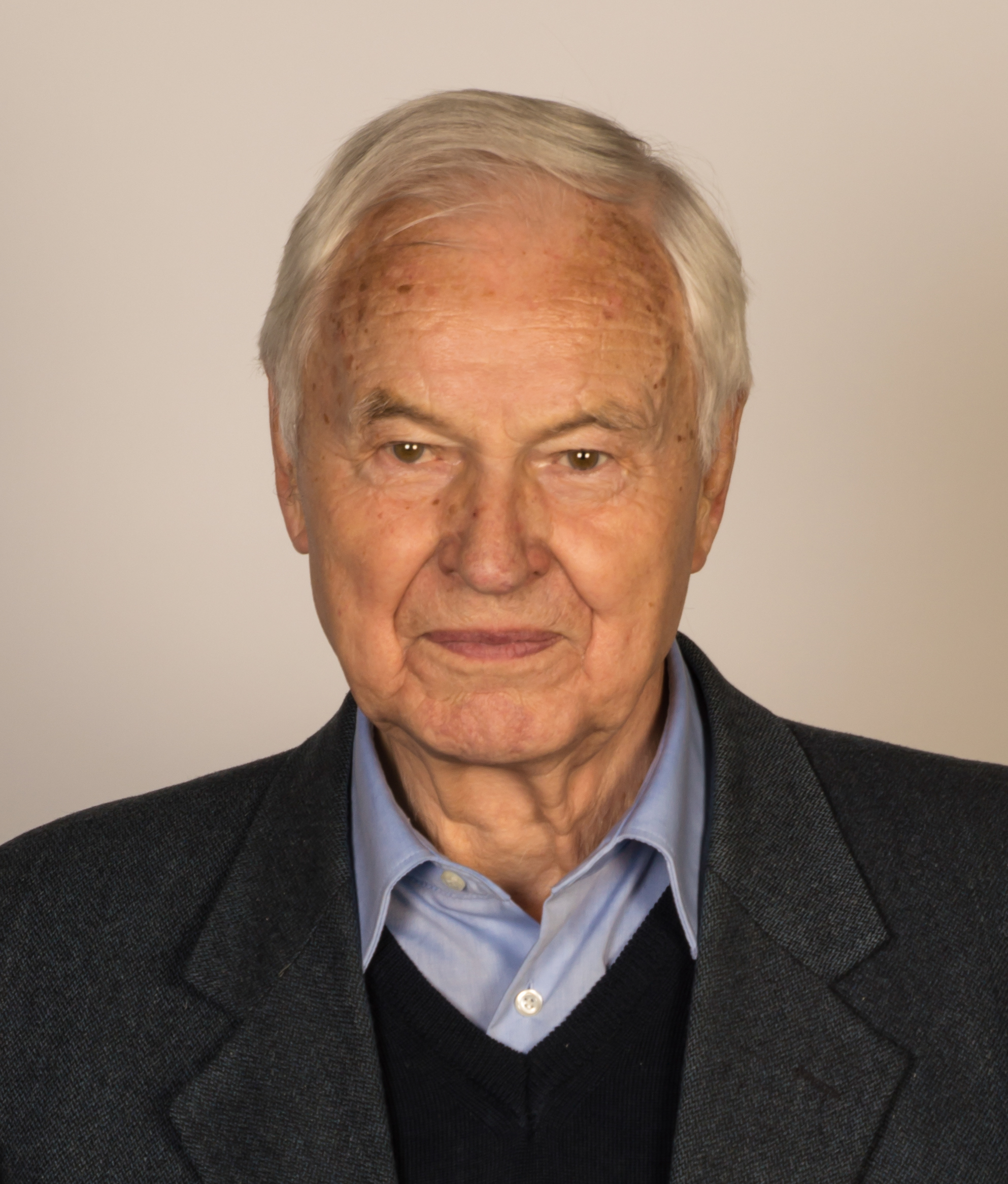
ハンス・モドロウ／2月10日没

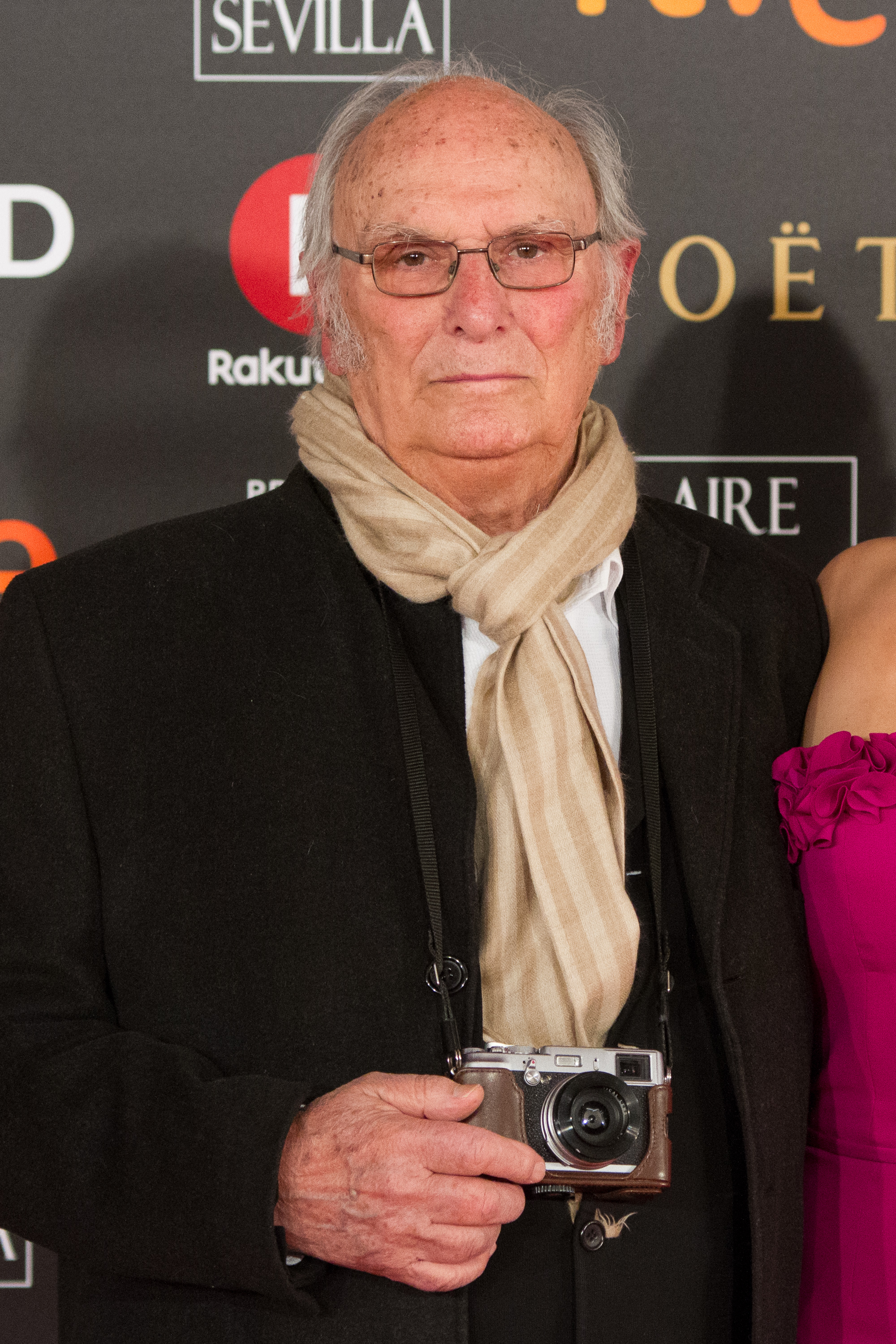
カルロス・サウラ／2月10日没

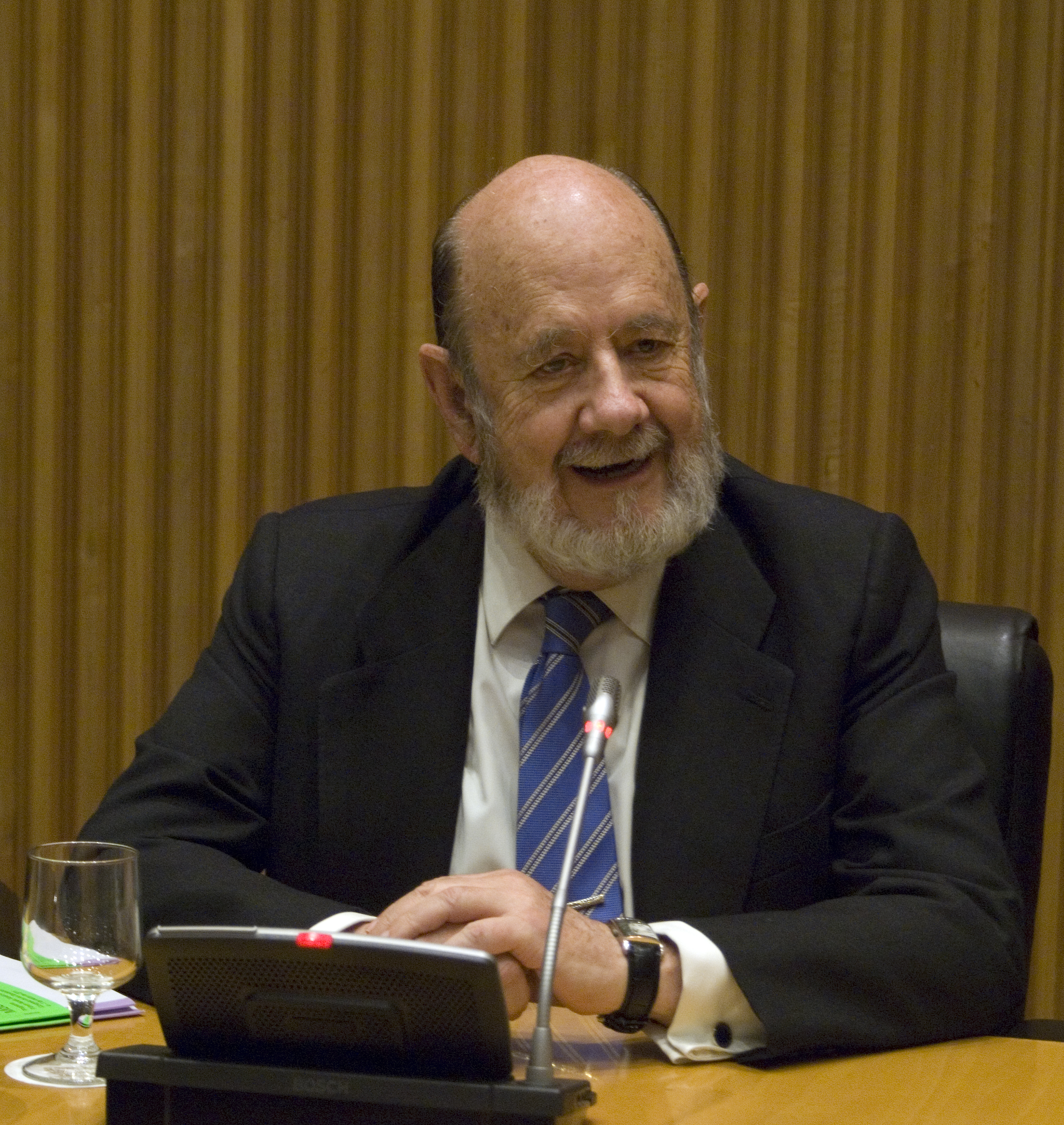
ホセ・マリア・ヒル＝ロブレス・イ・ヒル＝デルガド／2月13日没

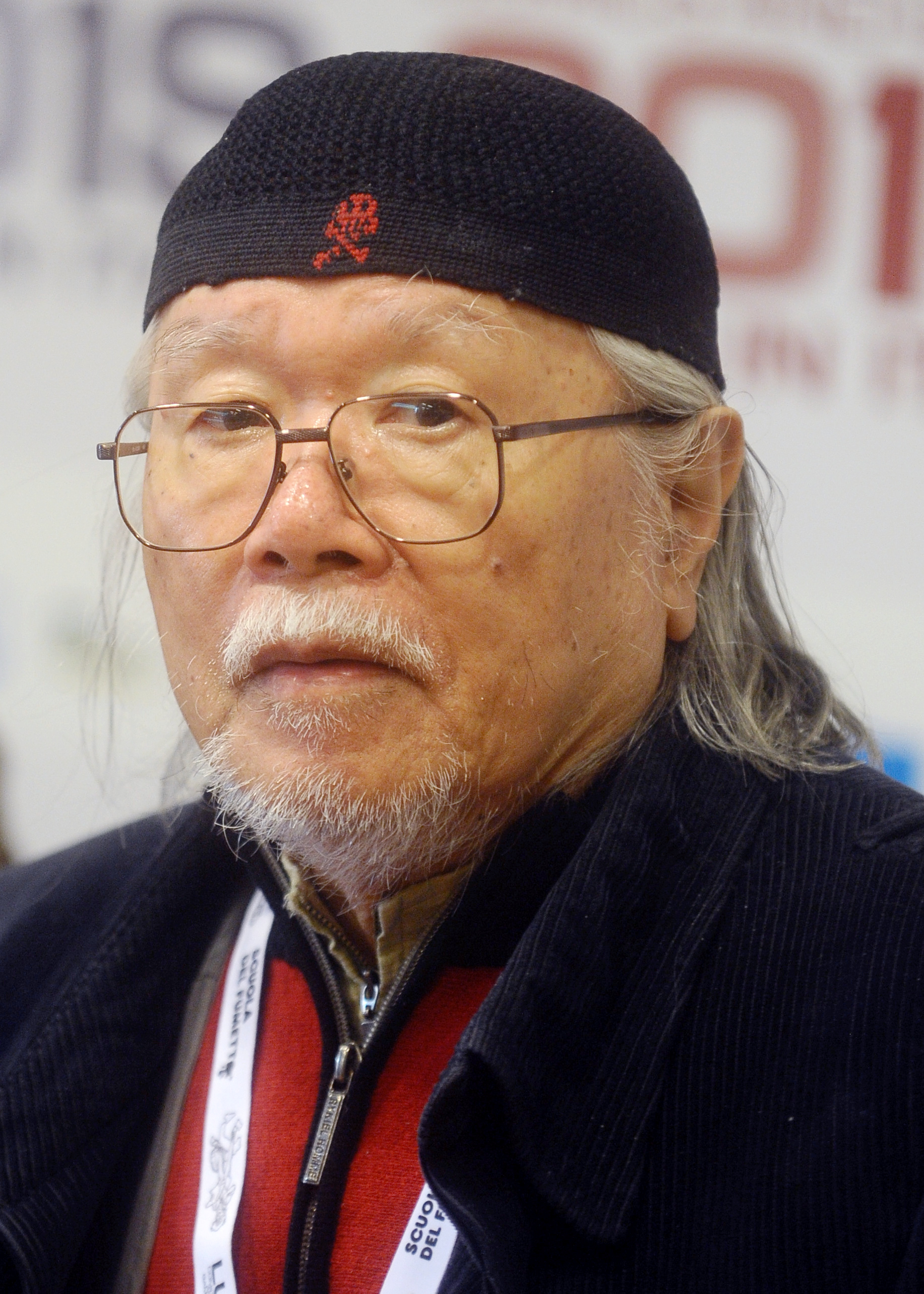
松本零士／2月13日没

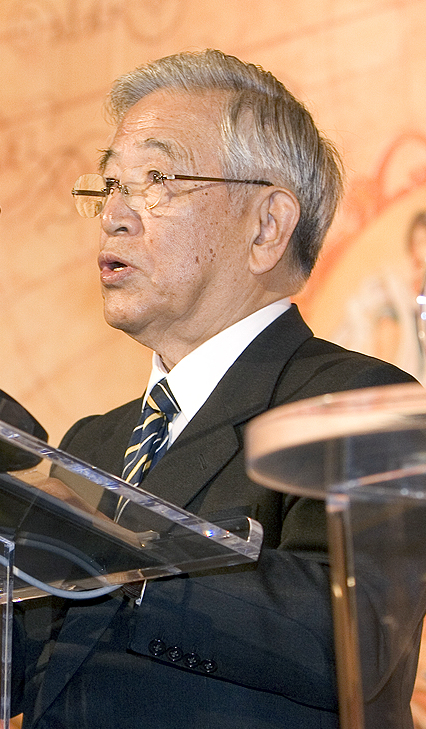
豊田章一郎／2月14日没

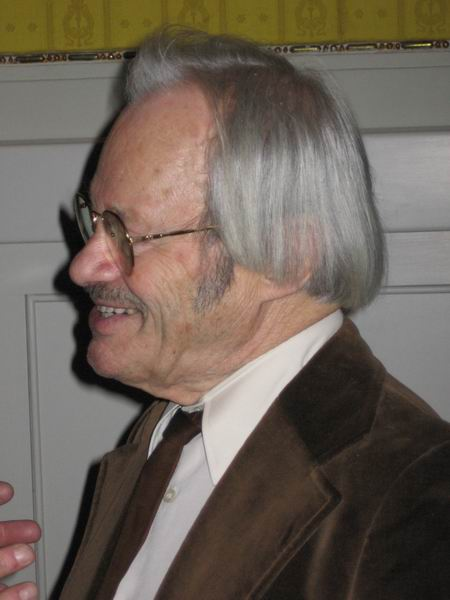
フリードリヒ・チェルハ／2月14日没

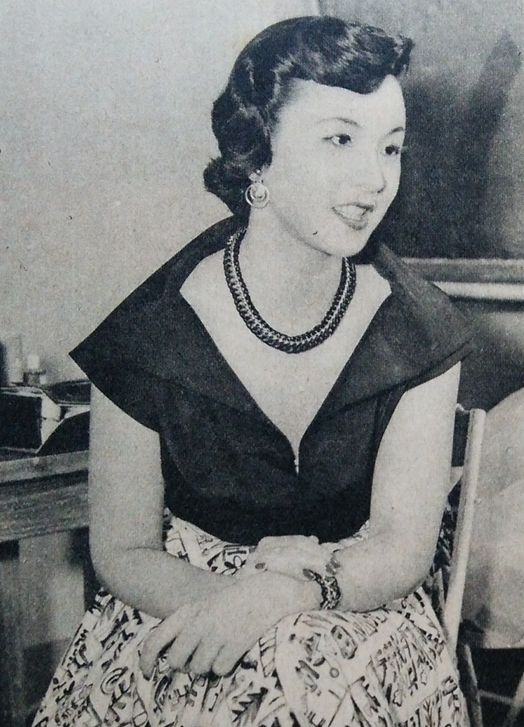
伊東絹子／2月14日没

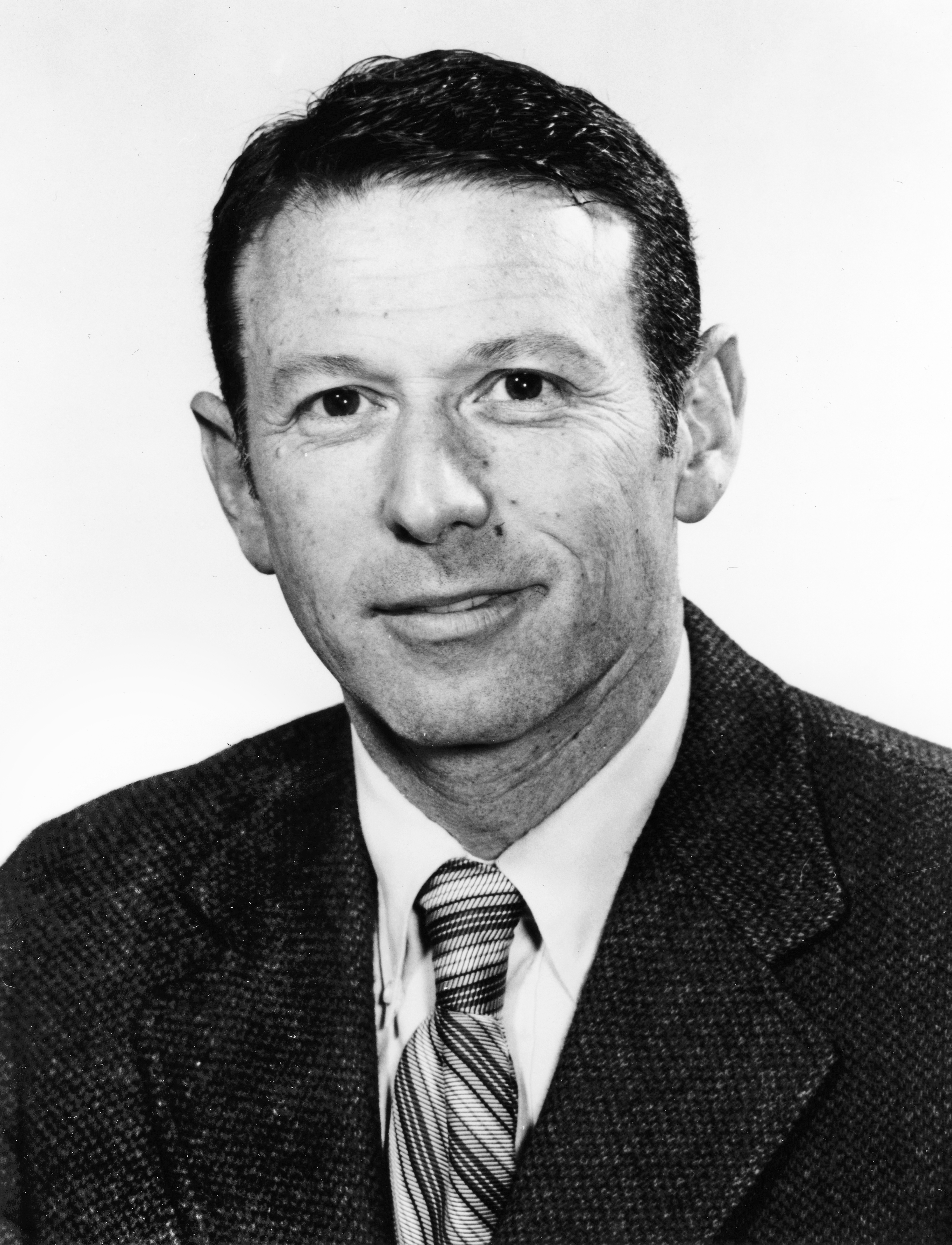
ポール・バーグ／2月15日没

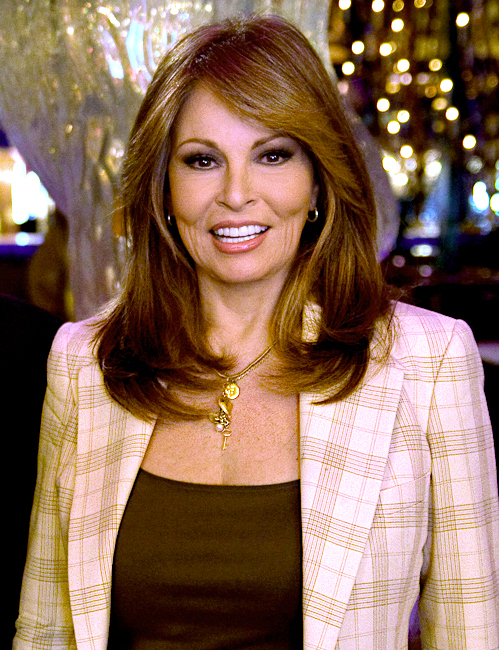
ラクエル・ウェルチ／2月15日没

- 2月1日 - ルネ・シェレール、フランスの哲学者（* 1922年）[1]
- 2月1日 - 臼井千秋、日本の政治家、元東京都多摩市長（* 1927年）[2]
- 2月1日 - 嶋田悦子、日本の染織家（* 1929年）[3]
- 2月1日 - 渡守武健、日本の実業家、元大日本製薬（現住友ファーマ）社長（* 1931年または1932年）[4]
- 2月1日 - レオナルト・ピェトラシャク、ポーランドの俳優（* 1936年）[5]
- 2月1日 - 姚雙龍（中国語版）、中華人民共和国の軍人、中国人民解放軍陸軍上将、旧雲南省軍区（現南部戦区の一部）司令官（* 1937年）[6]
- 2月1日 - 笹月健彦、日本の医学者、九州大学名誉教授（* 1940年）[7]
- 2月1日 - ジョージ・P・ウィルバー（英語版）、アメリカ合衆国の俳優（* 1941年）[8]
- 2月2日 - ソロモン・ペレル（英語版）、ドイツ出身のイスラエルの作家（* 1925年）[9]
- 2月2日 - 王道義（中国語版）、中華人民共和国の政治家、元蘭州市市長（* 1925年）[10]
- 2月2日 - 王恩涌（中国語版）、中華人民共和国の地理学者、北京大学教授（* 1927年）[11]
- 2月2日 - バルバラ・ヴィルク＝シゾフスカ（ポーランド語版）、ポーランドの体操選手、1956年メルボルンオリンピック銀メダリスト（* 1935年）[12]
- 2月2日 - 室伏勇、日本の実業家、写真家、報道記者、元茨城新聞社長（* 1935年?）[13]
- 2月2日 - 横路孝弘、日本の政治家、弁護士、元衆議院議員【日本社会党・民主党などに所属】、第73代衆議院議長、第63代衆議院副議長、第10・11・12代北海道知事（* 1941年）[14]
- 2月2日 - ジャン＝ピエール・ジャブイーユ、フランスのレーシングドライバー（* 1942年）[15]
- 2月2日 - ジェームズ・C・ウォフォード（英語版）、アメリカ合衆国の馬術選手、1968年メキシコシティオリンピック、1972年ミュンヘンオリンピック銀メダリスト（* 1944年）[16]
- 2月2日 - ブッチ・マイルス、アメリカ合衆国のジャズドラマー（* 1944年）[17]
- 2月2日 - 國吉和夫、日本の報道カメラマン（* 1946年）[18]
- 2月2日 - グロリア・マリア（ポルトガル語版）、ブラジルのテレビ司会者、テレビレポーター（* 1949年）[19]
- 2月2日 - ラニー・ポッフォ、アメリカ合衆国の元プロレスラー・マネージャー（* 1954年）[20]
- 2月2日 - 水谷寛、日本のアナウンサー、エフエム山口所属（* 1960年）[21]
- 2月3日 - 水田洋、日本の経済学者、社会思想史学者、名古屋大学名誉教授（* 1919年）[22]
- 2月3日 - フアン・ベラルデ・フェルテス（スペイン語版）、スペインの経済学者（* 1927年）[23]
- 2月3日 - 須藤至、日本の秋田銀線細工職人、秋田県文化功労者（* 1934年）[24]
- 2月3日 - パコ・ラバンヌ、スペインのファッションデザイナー（* 1934年）[25]
- 2月3日 - セルジョ・ソッリ（英語版）、イタリアの俳優（* 1944年）[26]
- 2月3日 - 花里功、日本の実業家、エンドレスアドバンス創業者（* 1952年）[27]
- 2月4日 - アーノルド・シュルマン（英語版）、アメリカ合衆国の脚本家（* 1925年）[28]
- 2月4日 - ハリー・ウィッティントン（英語版）、アメリカ合衆国の弁護士、ディック・チェイニーによる狩猟誤射事故（英語版）の被害者（* 1927年）[29]
- 2月4日 - 河原畑寧、日本の映画評論家（* 1934年）[30]
- 2月4日 - ルチアーノ・アルマーニ（イタリア語版）、イタリアのロードレーサー（* 1940年）[31]
- 2月4日 - エドワード・パンゲリナン、北マリアナ諸島・サイパン島出身の政治家、初代北マリアナ諸島住民代表（* 1941年）[32]
- 2月4日 - ユルゲン・フリム（英語版）、ドイツの演出家（* 1941年）[33]
- 2月4日 - シェリーフ・イスマイール、エジプトの政治家、首相、石油相（* 1955年）[34]
- 2月5日 - 釈星雲、台湾の禅宗臨済宗の僧（* 1927年）[35]
- 2月5日 - ジョセップ・マリア・エスピナス（英語版）、スペインの作家、ジャーナリスト、作詞家（* 1927年）[36]
- 2月5日 - 辻村寿三郎、日本の人形作家（* 1933年）[37]
- 2月5日 - エイブラハム・レンペル、イスラエルの計算機科学者（* 1936年）[38]
- 2月5日 - 貴家堂子、日本の声優（* 1936年）[39]
- 2月5日 - 呉中如（中国語版）、中華人民共和国の水理学者、河海大学教授（* 1939年）[40]
- 2月5日 - 宮里邦雄、日本の弁護士、元日本労働弁護団会長（* 1939年）[41]
- 2月5日 - 徳間順一、日本の実業家、元ヨコオ社長（* 1939年）[42]
- 2月5日 - パルヴェーズ・ムシャラフ、パキスタンの軍人、政治家、第10代大統領（* 1943年）[43]
- 2月5日 - 若野康玄、日本の格闘技団体経営者、競拳インターナショナル会長（* 1945年）[44]
- 2月5日 - 大城光恵、日本のシンガーソングライター（* 1965年）[45]
- 2月6日 - ルボミール・シュトロウガル（英語版）、チェコの政治家、第19代チェコスロバキア首相（* 1924年）[46]
- 2月6日 - グレタ・アンデルセン（英語版）、デンマークの元競泳選手、1948年ロンドン女子100m自由形金メダリスト（* 1927年）[47]
- 2月6日 - クヴィエタ・パツォウスカー、チェコの画家（* 1928年）[48]
- 2月6日 - 室賀明、日本の実業家、八幡屋礒五郎会長（* 1933年）[49]
- 2月6日 - 邢福義（中国語版）、中華人民共和国の言語学者、華中師範大学教授（* 1935年）[50]
- 2月6日 - 王惠然（中国語版）、中華人民共和国の柳琴（中国語版）奏者（* 1936年）[51]
- 2月6日 - 横山洋吉、日本の地方公務員、元東京都副知事（* 1942年）[52]
- 2月6日 - エモリー・クリストフ（英語版）、アメリカ合衆国の写真家（* 1942年）[53]
- 2月6日 - フィル・スポルディング（英語版）、イギリスのベーシスト、元GTRメンバー（* 1957年）[54]
- 2月6日 - チャーリー・ノリス（英語版）、アメリカ合衆国の元プロレスラー（* 1963年）[55]
- 2月6日 - （トルコ・シリア地震での犠牲者）
  - ヤクプ・タシュ（英語版）、トルコの政治家、大国民議会議員（* 1959年）[56]
  - ナーディル・ジョウカダル（英語版）、シリアの元サッカー選手・指導者、元同国代表（* 1977年）[57]
  - クリスティアン・アツ、ガーナのサッカー選手、元同国代表（* 1992年）[58]
  - アフメト・テュルカスラン、トルコのサッカー選手（* 1994年）[59]
- 2月7日 - 木下正俊、日本の日本文学研究者、関西大学名誉教授（* 1925年）[60]
- 2月7日 - アンドリュー・J・マッケナ（英語版）、アメリカ合衆国の実業家、マクドナルド名誉会長（* 1929年）[61]
- 2月7日 - 藤村千賀、日本の栄養学者、高知女子大学名誉教授（* 1930年?）[62]
- 2月7日 - 森田実、日本の政治評論家（* 1932年）[63]
- 2月7日 - 鶴田満彦、日本の経済学者、中央大学名誉教授（* 1934年）[64]
- 2月7日 - 上條宏之、日本の歴史学者、長野県短期大学元学長、信州大学名誉教授（* 1936年）[65]
- 2月7日 - 伊藤誠、日本の経済学者、東京大学名誉教授（* 1936年）[66]
- 2月7日 - ダニエル・デフェール（英語版）、フランスの社会学者、AIDS患者支援活動家（* 1937年）[67]
- 2月7日 - 斉東旭（中国語版）、中華人民共和国の計算機科学者（* 1940年）[68]
- 2月7日 - 卯野優、日本の陸上競技指導者、京都産業大学陸上部元監督（* 1951年）[69]
- 2月7日 - ピオ・デミリア、イタリア人のジャーナリスト（* 1954年）[70]
- 2月7日 - 中田宏樹、日本の将棋棋士（* 1964年）[71]
- 2月8日 - バート・バカラック、アメリカ合衆国の作曲家（* 1928年）[72]
- 2月8日 - 永井肇、日本の脳神経外科学者、名古屋市立大学名誉教授（* 1928年）[73]
- 2月8日 - イワン・シラーエフ、ロシア（旧ソビエト連邦）の政治家、第19代ロシア共和国閣僚会議議長（* 1930年）[74]
- 2月8日 - ミロスラヴ・ブラジェヴィッチ、ユーゴスラビアの元サッカー選手・指導者、元クロアチア代表監督（* 1935年）[75]
- 2月8日 - ウラジーミル・モロゾフ（英語版）、トルクメン・ソビエト社会主義共和国出身の元カヌースプリント選手、1964年東京（K-4 1000m）・1968年メキシコシティー（K-2 1000m）・1972年ミュンヘンオリンピック（K-4 1000m）金メダリスト【旧ソ連代表】（* 1940年）[76]
- 2月8日 - 田勢康弘、日本の政治ジャーナリスト（* 1944年）[77]
- 2月8日 - 小竹信節、日本の舞台美術家、武蔵野美術大学名誉教授（* 1950年）[78]
- 2月8日 - 飯島正広、日本の写真家、映像作家（* 1951年）[79]
- 2月8日 - ボルカン・カーラマン（英語版）、オーストリアの元サッカー選手・指導者、元同国代表（* 1979年）[80]
- 2月8日 - エレナ・ファンキーニ（英語版）、イタリアの元アルペンスキー選手（* 1985年）[81]
- 2月8日 - イーゴリ・マングシェフ、ロシアの民族主義者、傭兵（* 1986年）[82]
- 2月8日 - コーディー・ロンゴ、アメリカ合衆国の俳優（* 1988年）[83]
- 2月9日 - 呉克烈、北朝鮮の軍人、政治家、元国防委員会副委員長（* 1930年）[84]
- 2月9日 - 原田仁平、日本の物理学者、名古屋大学名誉教授、元日本結晶学会会長（* 1931年）[85]
- 2月9日 - ジョルジュ・チャコ、ハンガリーの元フィギュアスケート選手（* 1933年）[86]
- 2月9日 - 高野之夫、日本の政治家、東京都豊島区長（* 1937年）[87]
- 2月9日 - 杵屋勝国、日本の長唄三味線奏者、人間国宝（* 1945年）[88]
- 2月9日 - 浅野邦子、日本の実業家、箔一創業者（* 1946年）[89]
- 2月9日 - 胡宝国（中国語版）、中華人民共和国の歴史学者（* 1957年）[90]
- 2月9日 - マルコス・アロンソ・ペーニャ、スペインの元サッカー選手・指導者、元同国代表【FCバルセロナなどに所属】（* 1959年）[91]
- 2月9日 - ストゥク・ギュベンチ（英語版）、トルコの政治家、元大国民議会議員（* 1961年）[92]
- 2月9日 - オガタ。、日本のお笑い芸人、お笑いコンビ「ザ・ギンギンマル」メンバー（* 1986年）[93]
- 2月10日 - マリー＝ガブリエル・ド・リュクサンブール、ルクセンブルク大公国の貴族（* 1925年）[94]
- 2月10日 - ハンス・モドロウ、ドイツの政治家、東ドイツ最後の共産系首相、左翼党名誉議長（* 1928年）[95]
- 2月10日 - カルロス・サウラ、スペインの映画監督、脚本家（* 1932年）[96]
- 2月10日 - ヒュー・ハドソン、イギリスの映画監督（* 1936年）[97]
- 2月10日 - 高橋章、日本の美術デザイナー（* 1938年）[98]
- 2月10日 - 平良宗潤、日本の戦史研究者（* 1940年）[99]
- 2月10日 - 信藤三雄、日本のアートディレクター、映画監督（* 1948年）[100]
- 2月10日 - セルゲイ・テレシチェンコ、カザフスタンの政治家、元首相（* 1951年）[101]
- 2月10日 - 鄭永剛（中国語版）、中華人民共和国の実業家（* 1958年）[102]
- 2月10日 - 入来智、日本の元プロ野球選手【近鉄バファローズ・読売ジャイアンツ・ヤクルトスワローズなどに所属】（* 1967年）[103]
- 2月10日 - AKA（英語版）、南アフリカ共和国のラッパー（* 1988年）[104]
- 2月11日 - 手塚治、日本の実業家、テレビドラマ・映画プロデューサー、東映代表取締役社長（* 1960年）[105]
- 2月11日 - ジェームズ・フリン（英語版）、アイルランドの映画プロデューサー（* 1965年）[106]
- 2月11日 - オースティン・メジャース（オランダ語版）、アメリカ合衆国の俳優（* 1995年）[107]
- 2月11日 - ブリアナ・ゲイ（英語版）、イギリスのトランスジェンダーの女性（* 2002年?）[108]
- 2月12日 - テッド・ラーナー（英語版）、アメリカ合衆国の実業家、球団経営者、ワシントン・ナショナルズオーナー（* 1925年）[109]
- 2月12日 - 伊藤學、日本の橋梁工学者、東京大学・埼玉大学名誉教授（* 1931年）[110]
- 2月12日 - 本田和子、日本の児童学者、お茶の水女子大学元学長・名誉教授（* 1931年）[111]
- 2月12日 - ビリー・トゥー・リバーズ（英語版）、カナダの元プロレスラー、俳優、モホーク族カナワク居留地リーダー（* 1935年）[112]
- 2月12日 - ロジャー・ボボ、アメリカ合衆国のチューバ奏者（* 1938年）[113]
- 2月12日 - アルネ・トレホルト（英語版）、ノルウェーの政治家、元KGBスパイ（* 1942年）[114]
- 2月12日 - ヴァディム・アブドラシトフ（英語版）、ロシアの映画監督（* 1945年）[115]
- 2月12日 - ルアールハティ・バウティスタ（英語版）、フィリピンの小説家（* 1945年）[116]
- 2月12日 - フィリップ・ロペス＝キュルヴァル（英語版）、フランスの映画監督、脚本家（* 1951年）[117]
- 2月12日 - デヴィッド・ジョリクール（英語版）（トゥルーゴイ）、アメリカ合衆国のラッパー、デ・ラ・ソウルメンバー（* 1968年）[118]
- 2月12日 - ユーセフ・アッ＝サーレム、サウジアラビアのサッカー選手、元同国代表（* 1985年）[119]
- 2月13日 - アラン・ゴラゲール、フランスのジャズピアニスト、作曲家、編曲家（* 1931年）[120]
- 2月13日 - 石鐘慈（中国語版）、中華人民共和国の数学者（* 1933年）[121]
- 2月13日 - ヒューイ・"ピアノ"・スミス、アメリカ合衆国のR&Bピアニスト（* 1934年）[122]
- 2月13日 - ホセ・マリア・ヒル＝ロブレス・イ・ヒル＝デルガド、スペインの弁護士、政治家、 元欧州議会議長（* 1935年）[123]
- 2月13日 - グイド・バッソ（英語版）、カナダのジャズトランペット奏者（* 1937年）[124]
- 2月13日 - 松本零士、日本の漫画家（* 1938年）[125]
- 2月13日 - スペンサー・ウィギンス、アメリカ合衆国のソウルシンガー（* 1942年）[126]
- 2月13日 - オリヴァー・ウッド、イギリスの映画撮影監督（* 1942年）[127]
- 2月13日 - トム・ラディ、アメリカ合衆国の映画プロデューサー、テルライド映画祭発起人（* 1943年）[128]
- 2月14日 - 豊田章一郎、日本の実業家、技術者、トヨタ自動車名誉会長、第8代経済団体連合会会長（* 1925年）[129]
- 2月14日 - フリードリヒ・チェルハ、オーストリアの作曲家、指揮者（* 1926年）[130]
- 2月14日 - 花岡圭三、日本の元官僚、地方共同法人理事、元自治事務次官、元公営企業金融公庫（現地方公共団体金融機構）総裁（* 1929年）[131]
- 2月14日 - 丸茂文幸、日本の結晶化学者、東京工業大学名誉教授（* 1931年）[132]
- 2月14日 - 伊東絹子、日本のファッションモデル、女優、ミス・ユニバース・ジャパン（* 1932年）[133]
- 2月14日 - 土屋博、日本の宗教学者、聖書学者、北海道大学名誉教授（* 1938年）[134]
- 2月14日 - ジェリー・ジャレット、アメリカ合衆国の元プロレスラー、プロモーター、TNA共同創設者（* 1942年）[135]
- 2月14日 - ジョン・M・ヴィーチ（英語版）、アメリカ合衆国のサラブレッド調教師（* 1945年）[136]
- 2月14日 - 岡田徹、日本のミュージシャン、音楽プロデューサー、「ムーンライダーズ」メンバー（* 1949年）[137]
- 2月14日 - 向雲鵬（中国語版）、台湾の俳優（* 1951年）[138]
- 2月14日 - 恒岡章、日本のミュージシャン、ドラマー、Hi-STANDARDメンバー（* 1971年）[139]
- 2月15日 - ポール・バーグ、アメリカ合衆国の生化学者、スタンフォード大学名誉教授、ノーベル化学賞受賞者（* 1926年）[140]
- 2月15日 - 徐濱士（中国語版）、中華人民共和国の工学者（* 1931年）[141]
- 2月15日 - 飯塚昭三、日本の声優（* 1933年）[142]
- 2月15日 - 韓永愚（朝鮮語版）、韓国の歴史学者、ソウル大学名誉教授（* 1938年）[143]
- 2月15日 - 銭国梁、中国の軍人、陸軍上将（* 1940年）[144]
- 2月15日 - ラクエル・ウェルチ、アメリカ合衆国の女優（* 1940年）[145]
- 2月15日 - 呉鐸藩、韓国の作家、詩人（* 1942年）[146]
- 2月15日 - 河野猛、日本の実業家、元明治機械社長（* 1959年?）[147]
- 2月15日 - 植竹須美男、日本の脚本家（* 1968年）[148]

## 16日 - 28日

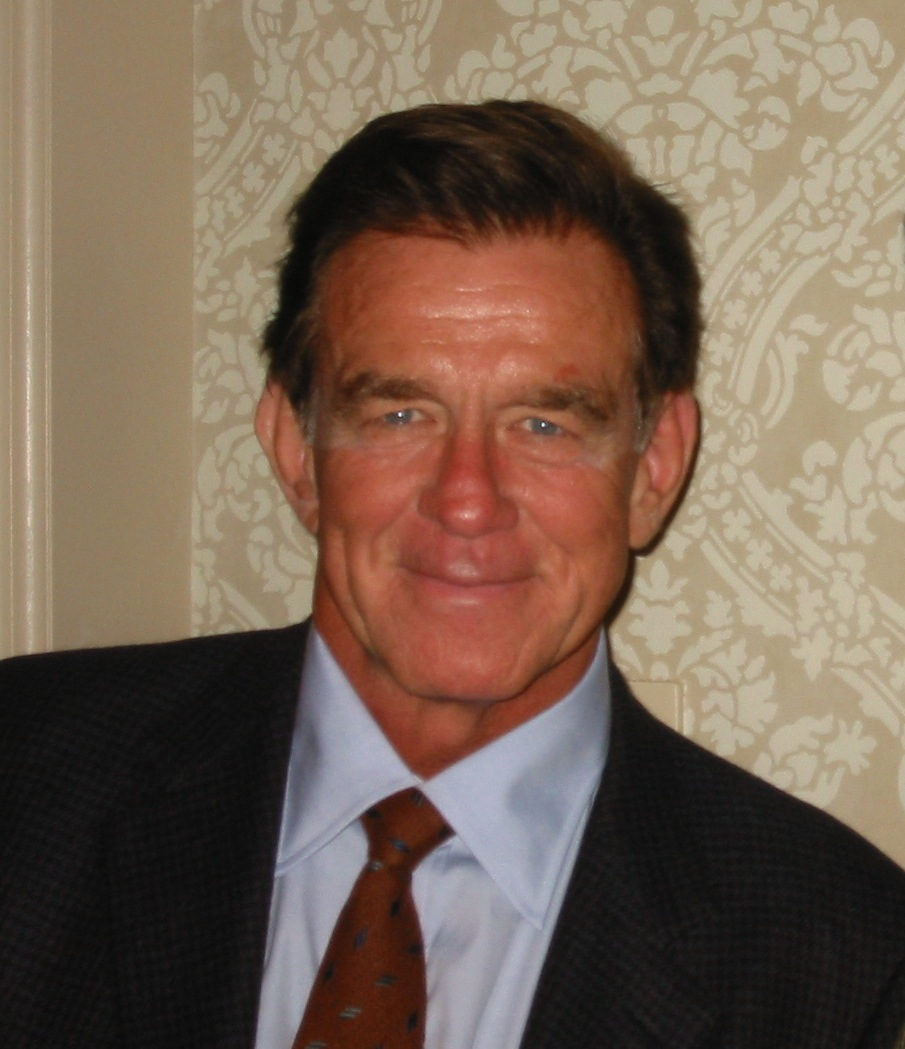
ティム・マッカーバー／2月16日没

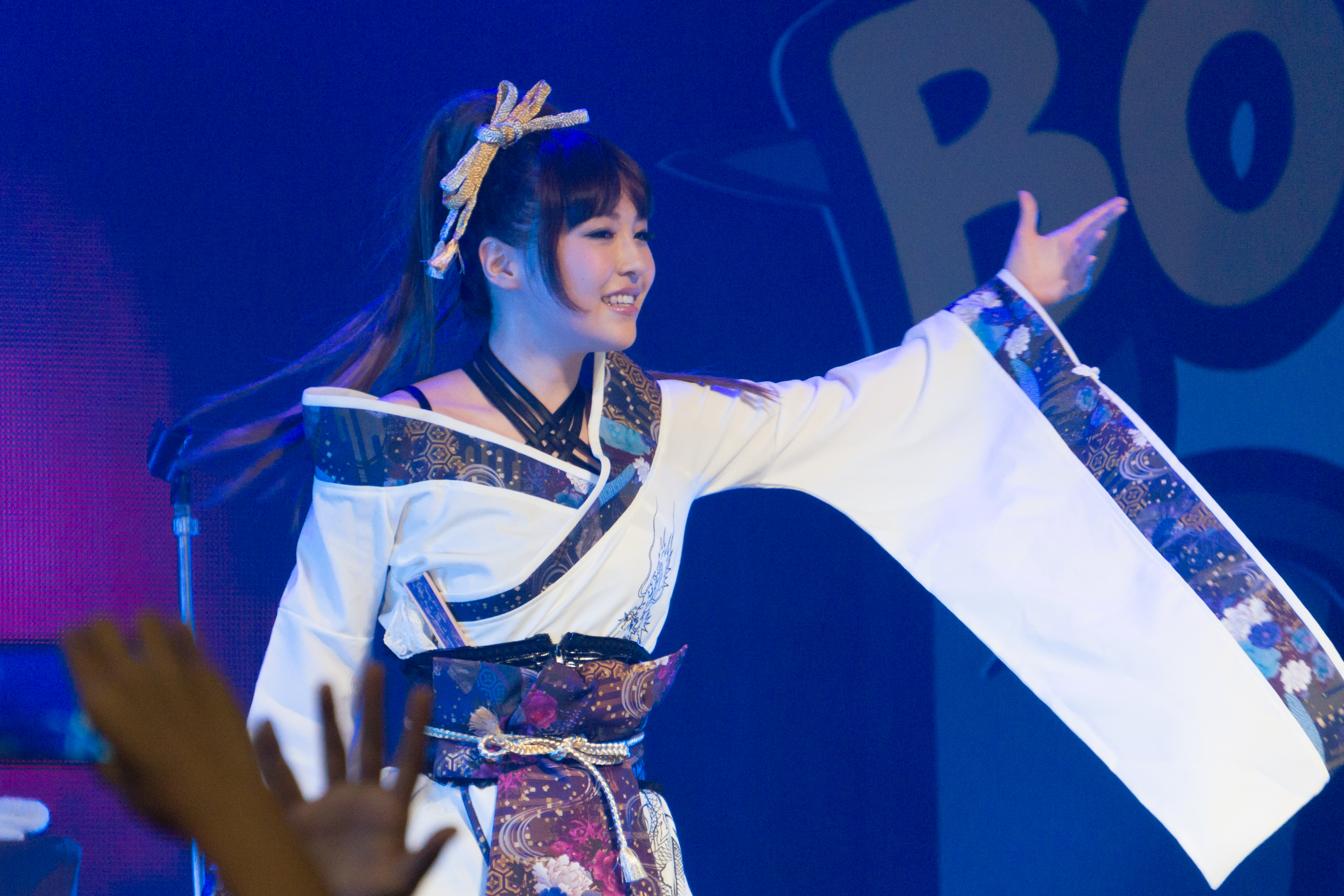
黒崎真音／2月16日没

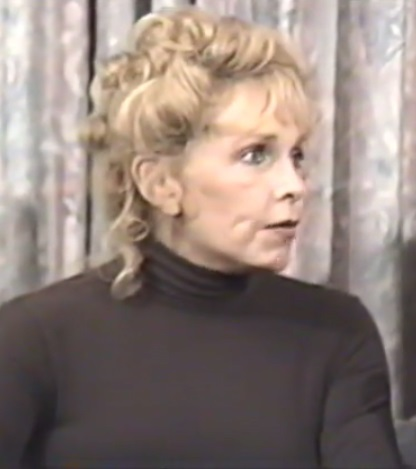
ステラ・スティーヴンス／2月17日没

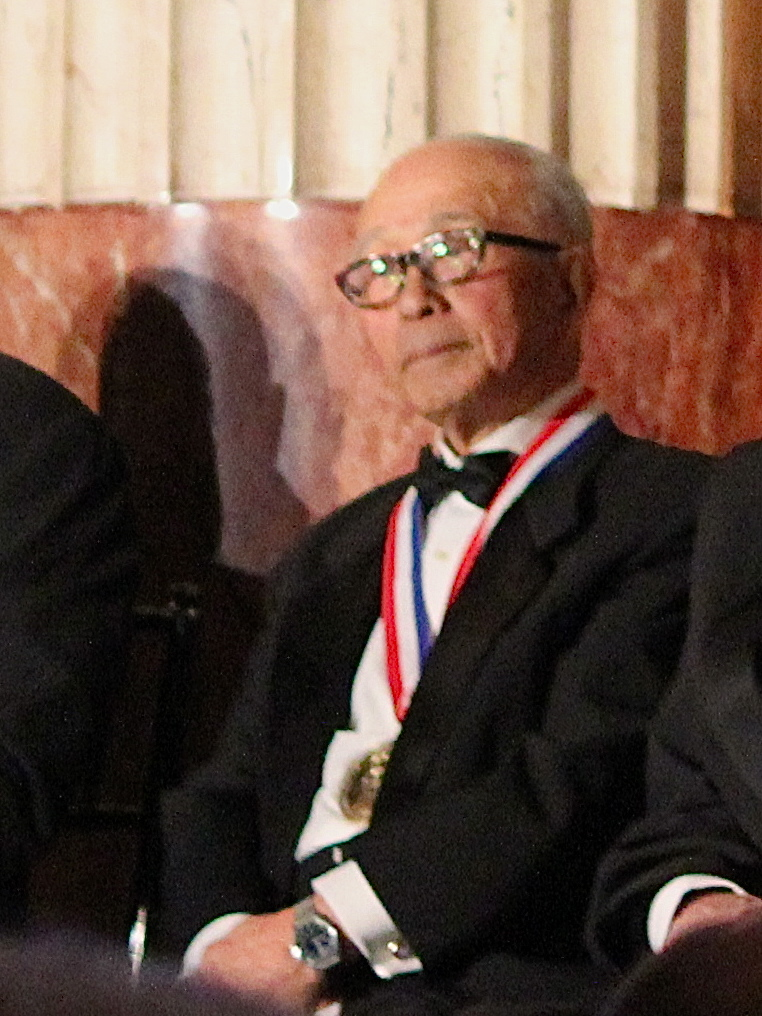
奥村善久／2月18日没

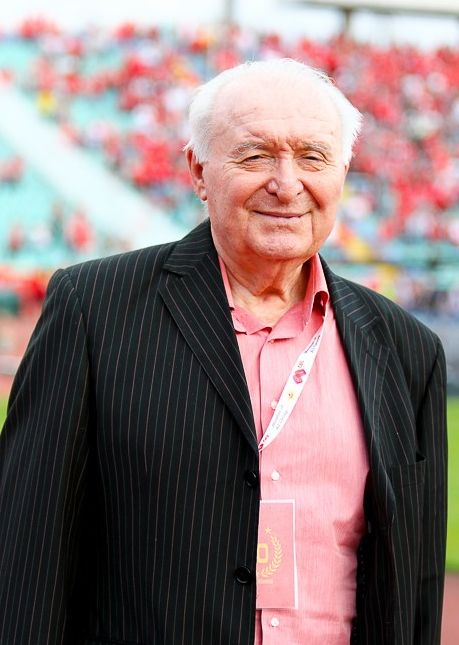
ペタル・ジェコフ／2月18日没

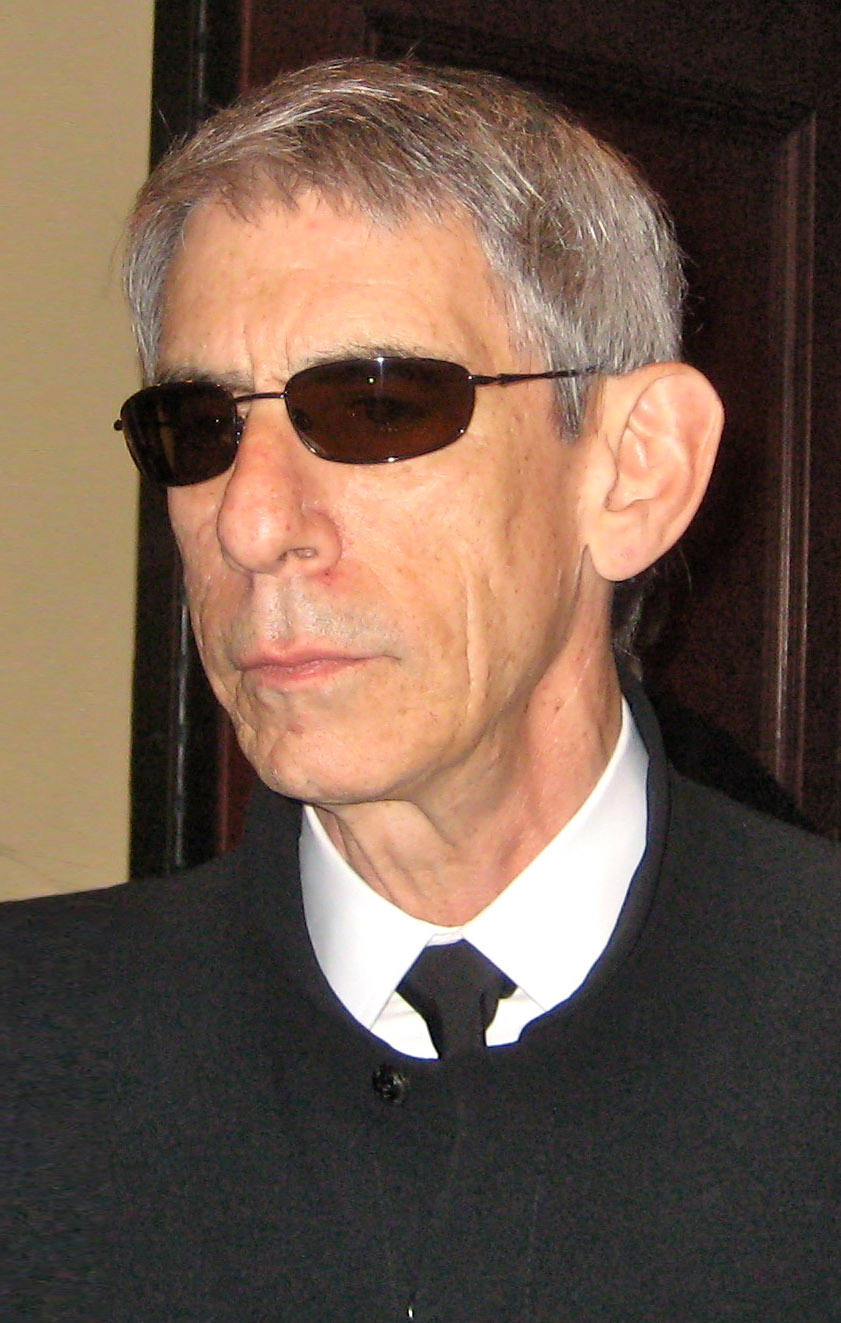
リチャード・ベルザー／2月19日没

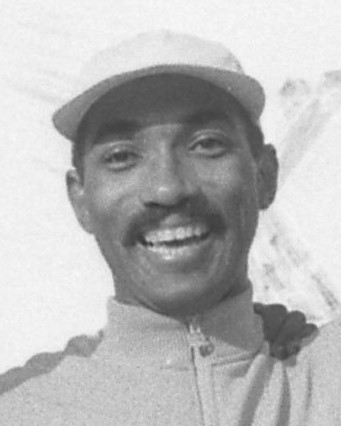
グレッグ・フォスター／2月19日没

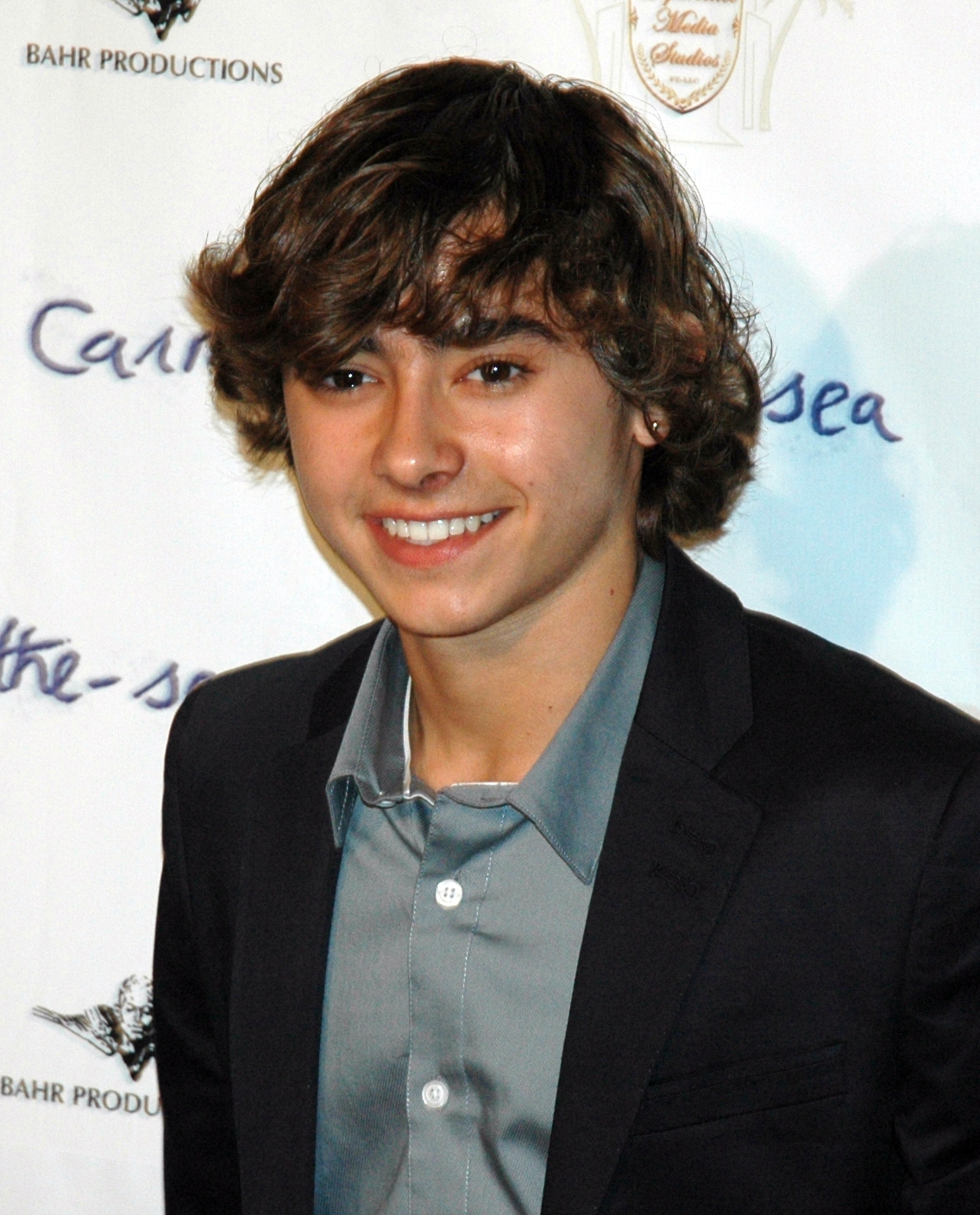
ヤンセン・パネッティーア／2月19日没

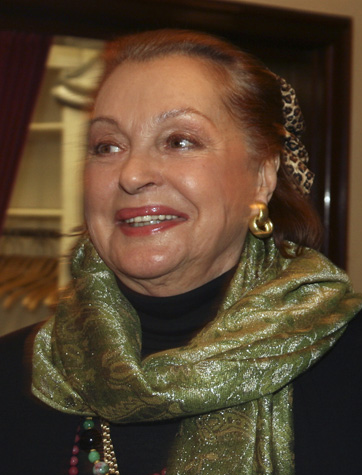
ナージャ・ティラー／2月21日没

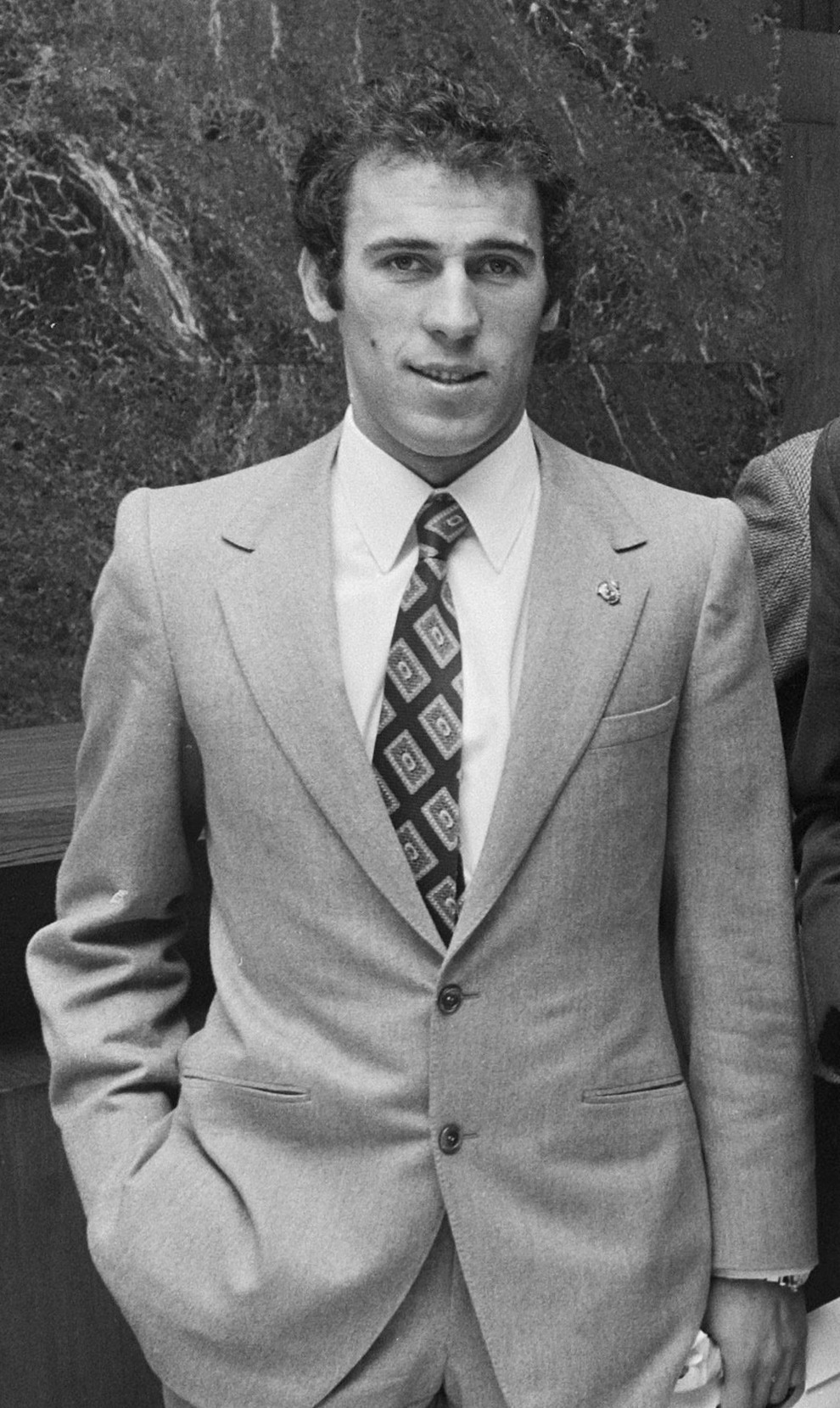
アマンシオ・アマロ／2月21日没

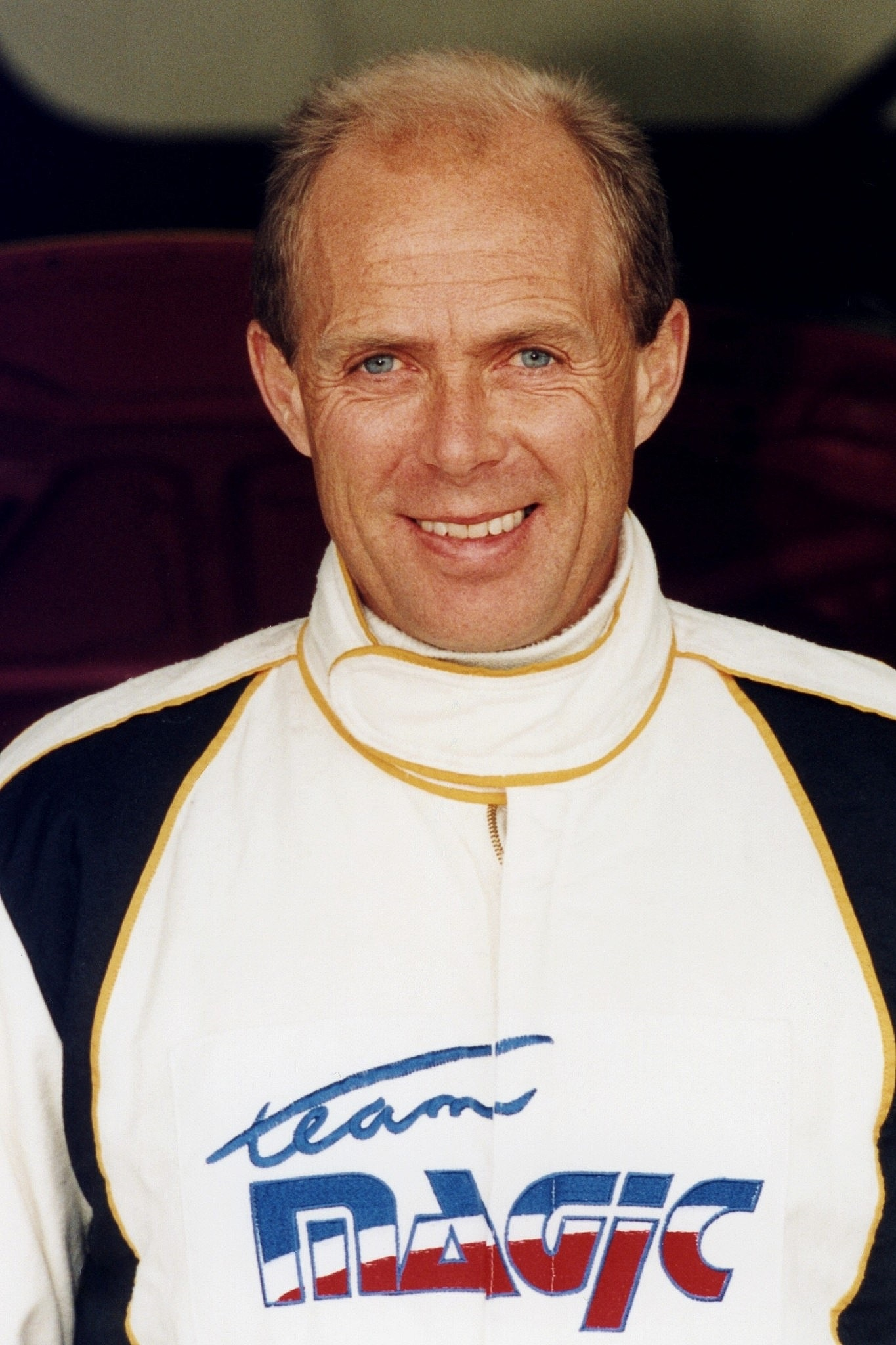
スリム・ボルグッド／2月23日没

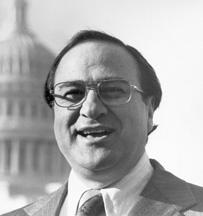
ジェームズ・アブレズク／2月24日没

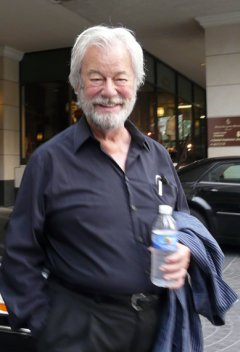
ゴードン・ピンゼント／2月25日没

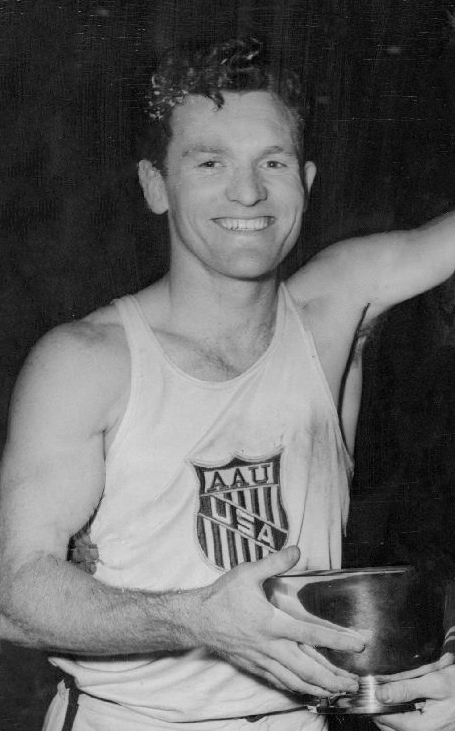
ボブ・リチャーズ／2月26日没

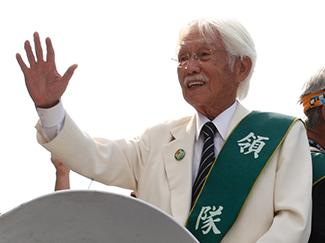
辜寛敏／2月27日没

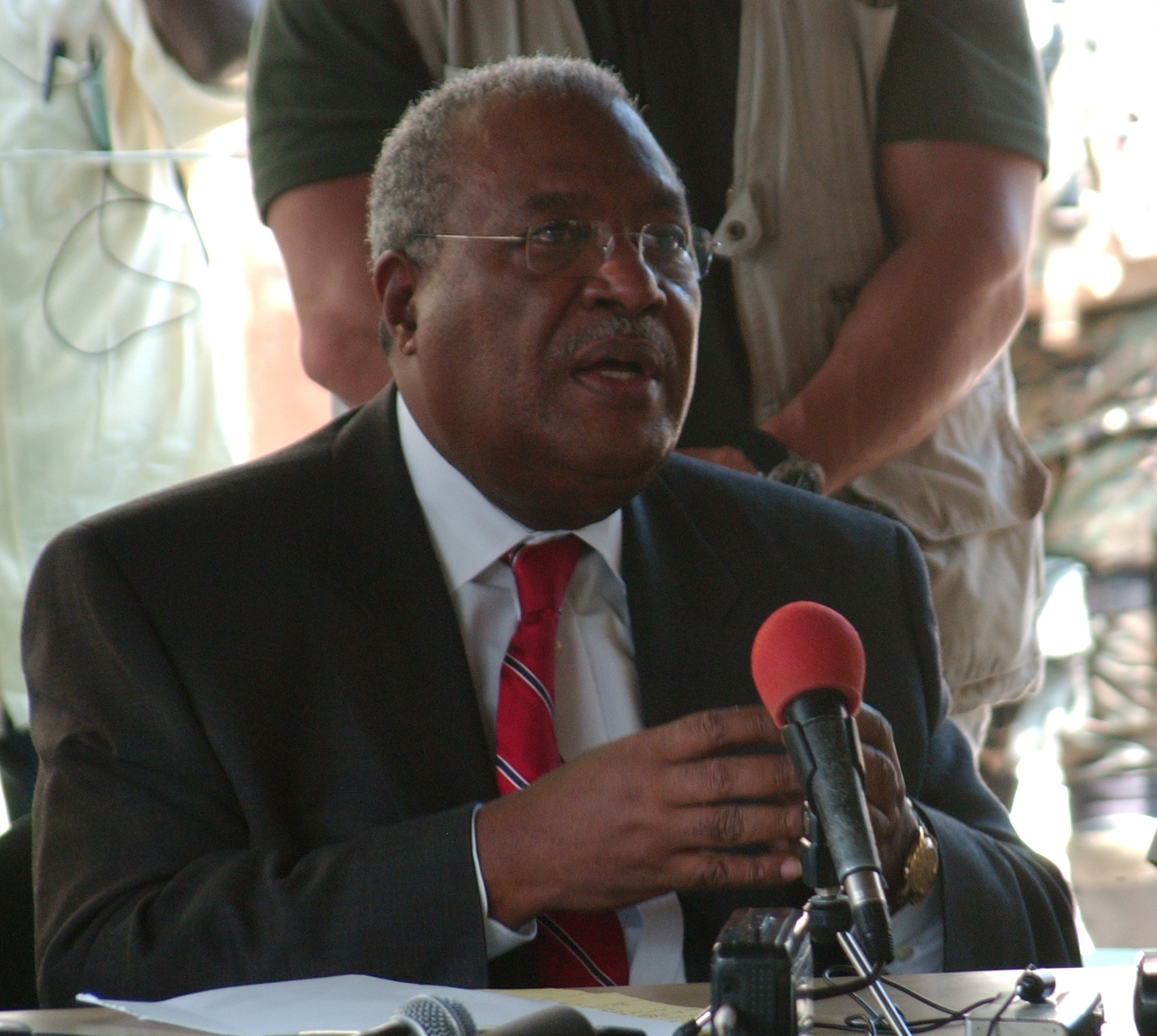
ジェラール・ラトルチュ／2月27日没

- 2月16日 - 胡錦矗（中国語版）、中華人民共和国の動物学者（* 1929年）[149]
- 2月16日 - ミシェル・ドヴィル、フランスの脚本家、映画監督（* 1932年）[150]
- 2月16日 - チャック・ジャクソン（英語版）、アメリカ合衆国のR&Bシンガー（* 1937年）[151]
- 2月16日 - ティム・マッカーバー、アメリカ合衆国の元プロ野球選手【セントルイス・カージナルス、フィラデルフィア・フィリーズほか所属】、MLBの解説者（* 1941年）[152]
- 2月16日 - アルベルト・ラディウス（英語版）、イタリアのギタリスト、歌手、フォルムラ・トレメンバー（* 1942年）[153]
- 2月16日 - 長岡顕、日本の経済地理学者、明治大学名誉教授（* 1942年）[154]
- 2月16日 - 伊東忠昭、日本の銀行家、元福井銀行頭取（* 1949年）[155]
- 2月16日 - マイク・モティ、ドイツのギタリスト、元ランニング・ワイルドメンバー（* 1957年）[156]
- 2月16日 - ティム・ロビンガー（英語版）、ドイツの元陸上競技選手（* 1972年）[157]
- 2月16日 - 黒崎真音、日本の歌手（* 1988年）[158]
- 2月17日 - ジェラルド・フリード（英語版）、アメリカ合衆国の映画音楽作曲家（* 1928年）[159]
- 2月17日 - ジェニー・クレーヴ（英語版）、フランスの女優（* 1930年）[160]
- 2月17日 - マウリツィオ・スカパロ（英語版）、イタリアの演出家（* 1932年）[161]
- 2月17日 - ジェリー・ダジオン（英語版）、アメリカ合衆国のジャズサクソフォン・フルート奏者（* 1932年）[162]
- 2月17日 - ステラ・スティーヴンス、アメリカ合衆国の女優（* 1938年）[163]
- 2月17日 - ジョージ・T・ミラー（英語版）、スコットランド出身のオーストラリアの映画監督（* 1943年）[164]
- 2月17日 - ミカエル・ドナール（英語版）、ドイツ出身のフランスのバレエダンサー、俳優（* 1944年）[165]
- 2月17日 - 下村正彦、日本の作曲家、神戸山手短期大学名誉教授（* 1944年?）[166]
- 2月17日 - トム・ウィットロック（英語版）、アメリカ合衆国の作曲家（* 1954年）[167]
- 2月17日 - レベッカ・ブランク（英語版）、アメリカ合衆国の経済学者、元商務長官代理、元ウィスコンシン大学マディソン校学長（* 1955年）[168]
- 2月17日 - カイル・ジェイコブズ（英語版）、アメリカ合衆国の作曲家（* 1973年）[169]
- 2月18日 - 黄達（中国語版）、中華人民共和国の経済学者、元中国人民大学学長（* 1925年）[170]
- 2月18日 - 奥村善久、日本の工学者、金沢工業大学名誉教授（* 1926年）[171]
- 2月18日 - 松谷昭、日本の実業家、元東海銀行（現三菱UFJ銀行）副頭取、元大隈鉄工所（現オークマ）社長（* 1930年?）[172]
- 2月18日 - バーバラ・ボッソン（英語版）、アメリカ合衆国の女優（* 1939年）[173]
- 2月18日 - イラリオ・カスタニエル、イタリアの元サッカー選手・指導者、元ペルージャ・カルチョ監督（* 1940年）[174]
- 2月18日 - ペタル・ジェコフ、ブルガリアの元サッカー選手、1968年メキシコシティーオリンピック銀メダリスト（* 1944年）[175]
- 2月18日 - 肥留間正明、日本のジャーナリスト、芸能文化評論家（* 1949年）[176]
- 2月18日 - アモン・マクニーリー（英語版）、アメリカ合衆国のロッククライマー（* 1970年）[177]
- 2月18日 - クレメンス・G・アルヴァイ（英語版）、オーストリアの生物学者、ノンフィクション作家（* 1980年）[178]
- 2月19日 - ダニエル・ロシュ（英語版）、フランスの歴史家（* 1935年）[179]
- 2月19日 - 三井徹、日本の音楽学者、金沢大学名誉教授（* 1940年）[180]
- 2月19日 - リチャード・ベルザー、アメリカ合衆国のコメディアン、俳優（* 1944年）[181]
- 2月19日 - グレッグ・フォスター、アメリカ合衆国の元陸上競技選手、1984年ロサンゼルスオリンピック110mハードル銀メダリスト（* 1958年）[182]
- 2月19日 - ヤンセン・パネッティーア、アメリカ合衆国の俳優（* 1994年）[183]
- 2月20日 - 田頭博昭、日本の工学者、室蘭工業大学元学長、北海道大学名誉教授（* 1933年）[184]
- 2月20日 - 山田昭一、日本の俳優、元劇団銅鑼代表（* 1936年）[185]
- 2月20日 - 山根貞男、日本の映画評論家（* 1939年）[186]
- 2月20日 - 時代吉二郎、日本の俳優（* 1942年）[187]
- 2月20日 - 前田穣、日本の政治家、元宮崎県綾町長（* 1945年）[188]
- 2月20日 - ブルース・バーソル（英語版）、アメリカ合衆国のベーシスト、カントリー・ジョー・アンド・ザ・フィッシュ（英語版）メンバー（* 1947年）[189]
- 2月20日 - ルボミール・フトルスキー（英語版）、ウクライナのロックシンガー、デッド・ロースターメンバー（* 1972年?）[190]
- 2月21日 - シモーヌ・セグアン（英語版）、フランスの元レジスタンス活動家（* 1925年）[191]
- 2月21日 - ナージャ・ティラー、オーストリアの女優（* 1929年）[192]
- 2月21日 - 佐々木照雄、日本の実業家、元オタフクソース社長（* 1933年）[193]
- 2月21日 - 下谷二三子、日本の民謡歌手（* 1938年）[194]
- 2月21日 - アマンシオ・アマロ、スペインの元サッカー選手・指導者、元同国代表【レアル・マドリードなどに所属】（* 1939年）[195]
- 2月21日 - ロン・アルトバック（英語版）、アメリカ合衆国のキーボード奏者、ザ・ビーチ・ボーイズツアーメンバー（* 1946年）[196]
- 2月21日 - ジェシー・グレス（英語版）、アメリカ合衆国のギタリスト、トッド・ラングレンバンドメンバー（* 1956年）[197]
- 2月21日 - 白岩蔵人、日本の料理人、ののくら店主（* 生年不明）[198]
- 2月22日 - 孫曼霽（中国語版）、中華人民共和国の薬理学者（* 1931年）[199]
- 2月22日 - 塚田佐、日本の政治家、元長野市長（* 1936年）[200]
- 2月22日 - アフマド・クレイ（英語版）、パレスチナの政治家、第3代首相（* 1937年）[201]
- 2月22日 - 井上信幸、日本の政治家、元大分県別府市長（* 1937年）[202]
- 2月22日 - 重松昭生、日本の医学者、産業医科大学元学長・名誉教授（* 1939年）[203]
- 2月22日（訃報発表日） - 田中道哉、日本の実業家、アニメ制作プロデューサー、元タマ・プロダクション社長（* 1941年）[204]
- 2月22日 - 笑福亭笑瓶、日本の落語家、お笑いタレント、司会者（* 1956年）[205]
- 2月23日 - トーマス・H・リー（英語版）、アメリカ合衆国の投資家（* 1944年）[206]
- 2月23日 - ジョン・モトソン（英語版）、イギリスのスポーツ解説者（* 1945年）[207]
- 2月23日 - スリム・ボルグッド、スウェーデンの元レーシングドライバー、ドラマー（* 1946年）[208]
- 2月23日 - 黒田隼之介、日本のギタリスト、バンド「sumika」メンバー（* 1988年）[209]
- 2月23日 - 蔡天鳳（中国語版）、香港のモデル（* 1994年）[210]
- 2月24日 - ウォルター・ミリッシュ、アメリカ合衆国の映画プロデューサー（* 1921年）[211]
- 2月24日 - 黒田昭、日本の政治家、元宮崎県西都市長（* 1927年?）[212]
- 2月24日 - 西川杏太郎、日本の美術史家、元奈良国立博物館館長（* 1929年）[213]
- 2月24日 - ジェームズ・アブレズク、アメリカ合衆国の政治家、下院・上院議員（* 1931年）[214]
- 2月24日 - 西山太吉、日本のジャーナリスト、政治活動家（* 1931年）[215]
- 2月24日 - バーナード・インガム（英語版）、イギリスのジャーナリスト、第16代ダウニング街報道官（* 1932年）[216]
- 2月24日 - ユライ・ヤクビスコ（英語版）、スロバキアの映画監督（* 1938年）[217]
- 2月24日 - 山本修巳、日本の郷土史家（* 1938年）[218]
- 2月24日 - 徳光彰二、日本の実業家、元中京テレビ放送社長（* 1940年）[219]
- 2月24日 - 髙田喜久司、日本の教育学者、上越教育大学元副学長、新潟工科大学教授（* 1941年）[220]
- 2月25日 - ウォルター・ファーガソン（英語版）、パナマ出身のコスタリカのカリプソシンガーソングライター（* 1919年）[221]
- 2月25日 - ゴードン・ピンゼント、カナダの俳優（* 1930年）[222]
- 2月25日 - 楊占家（英語版）、中華人民共和国の美術監督（* 1936年）[223]
- 2月25日 - 白倉茂生、日本の実業家、元中国電力社長（* 1936年）[224]
- 2月25日 - 加藤千麿、日本の銀行家、名古屋銀行取締役会長（* 1938年）[225]
- 2月25日 - 千田光男、日本の声優（* 1940年）[226]
- 2月25日 - 金子浩、日本のリュート奏者（* 生年不明）[227]
- 2月25日 - 西村香景、日本の俳優、歌手、元「一世風靡セピア」メンバー（* 1961年）[228]
- 2月26日 - ボブ・リチャーズ、アメリカ合衆国の元陸上競技選手、1952年ヘルシンキ・1956年メルボルンオリンピック棒高跳金メダリスト（* 1926年）[229]
- 2月26日 - ベティ・ブースロイド（英語版）、イギリスの政治家、元庶民院議長（* 1929年）[230]
- 2月26日 - 潮木守一、日本の教育社会学者、名古屋大学名誉教授（* 1934年）[231]
- 2月26日 - 野水重勝、日本の実業家、前ツインバード社長（* 1942年）[232]
- 2月26日 - 井口洋、日本の日本文学研究者、奈良女子大学元副学長・名誉教授（* 1942年）[233]
- 2月26日 - シャヒダ・ラザ（英語版）、パキスタンのフィールドホッケー・サッカー選手（* 1995年または1996年）[234]
- 2月27日 - 辜寛敏、台湾の独立運動家、実業家（* 1926年）[235]
- 2月27日 - 伊達宗行、日本の物理学者、大阪大学名誉教授（* 1929年）[236]
- 2月27日 - 四方修、日本の元警察官僚、実業家、元大阪府警察本部長（* 1930年）[237]
- 2月27日 - 厲以寧（中国語版）、中華人民共和国の経済学者（* 1930年）[238]
- 2月27日 - リコウ・ブラウニング（英語版）、アメリカ合衆国の映画監督、映画プロデューサー、脚本家、スーツアクター（* 1930年）[239]
- 2月27日 - 沈祖倫、中華人民共和国の官僚、政治家、元浙江省人民政府省長（* 1931年）[240]
- 2月27日 - ジェラール・ラトルチュ、ハイチの政治家、外相、首相（* 1934年）[241]
- 2月27日 - バーニー・マッティンソン、アメリカ合衆国の脚本家（* 1935年）[242]
- 2月27日 - 大野晃、日本のスポーツジャーナリスト、元毎日新聞東京本社運動部編集委員（* 1947年）[243]
- 2月27日 - グレブ・パブロフスキー（英語版）、ロシアの政治学者（* 1951年）[244]
- 2月27日 - 有賀啓雄、日本のシンガーソングライター、音楽プロデューサー、ベーシスト、コーラスポップユニット「SANISAI」メンバー（* 1964年）[245]
- 2月27日 - MITOME、日本のギタリスト、ロックバンド「THE STAR CLUB」元メンバー（* 生年不明）[246]
- 2月28日 - 渡辺幸男、日本のジャーナリスト、実業家、元上毛新聞社社長（* 1943年）[247]
- 2月28日 - ペラーヨ・ノボ（英語版）、スペインの元サッカー選手（* 1990年）[248]